# Wiki miluje památky

Logo projektu Wiki miluje památky

Wiki miluje památky (anglicky Wiki Loves Monuments, WLM) je každoroční mezinárodní fotografická soutěž konaná v průběhu září. Soutěž organizují prostřednictvím dobrovolníků pobočky nadace Wikimedia Foundation. Účastníci soutěže nahrávají na úložiště obrázků Wikimedia Commons své fotografie kulturních a historických památek v zemích a regionech, které jsou v daném roce zařazeny do soutěže a zapracovány do seznamů v projektech Wikipedie. Cílem akce je upozornit na kulturní památky v zúčastněných zemích a podpořit projekty nadace Wikimedia; sponzory cen jsou zejména památkové instituce a obchodníci z oblasti fotografického průmyslu. Soutěž se poprvé konala v Nizozemsku v roce 2010. V roce 2011 zahrnula již 18 evropských států, v roce 2012 se rozšířila i za hranice Evropy do celkem 32 (dodatečně až 36) zúčastněných zemí a projekt Wikimedia Commons získal v rámci tohoto ročníku soutěže přes 360 tisíc fotografií. I v následujících letech se soutěže účastnily desítky zemí (9. ročníku v roce 2018 se účastnilo rekordních 56 zemí) a ročně bylo v rámci soutěže do projektu Wikimedia Commons nahráno kolem čtvrt milionu fotografií. Česká pobočka se do soutěže přihlásila pouze třikrát, v letech 2012–2014.

## Historie

### 2010
Původní projekt "Rijksmonument" (doslovně "Státní památka") nabádal fotografy dokumentovat objekty světového dědictví UNESCO v Nizozemsku. Mezi rijksmonumenten patří architektura a objekty obecného zájmu, které jsou uznávané pro svou krásu, vědecký nebo kulturní význam. Takovými místy jsou například archeologická naleziště Drenthe, královský palác Noordeinde v Haagu či domy podél amsterdamských kanálů. V průběhu prvního ročníku bylo pořízeno více než 12 500 fotografií.

### 2011

Účastnické země v roce 2011

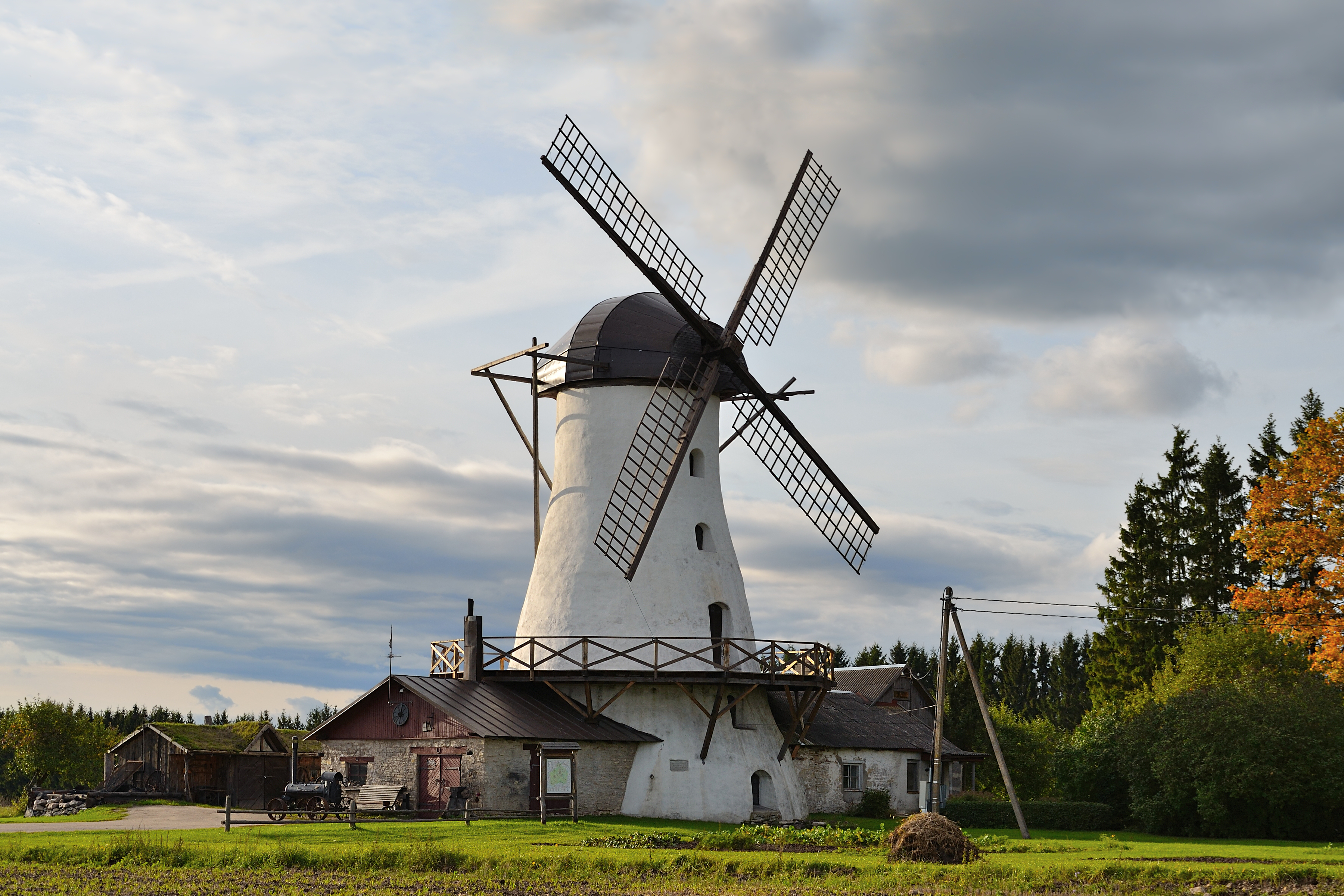
Větrný mlýn Puraviku na statku v estonské vesničce Valtu. Jedna z 11 estonských finálových fotografií v roce 2011

Úspěch vyvolal zájem i v dalších evropských zemích, v roce 2011 se do soutěže zapojilo již 18 států. Zařazeno bylo Španělsko (se samostatnou účastí Katalánska) a Portugalsko, Andorra, Francie, Švýcarsko, Lucembursko, Belgie, Nizozemsko, Dánsko, Švédsko, Norsko, Estonsko, Německo, Rakousko, Maďarsko, Rumunsko, Polsko, Rusko. Fotografové nahráli téměř 170 000 obrázků.

### 2012

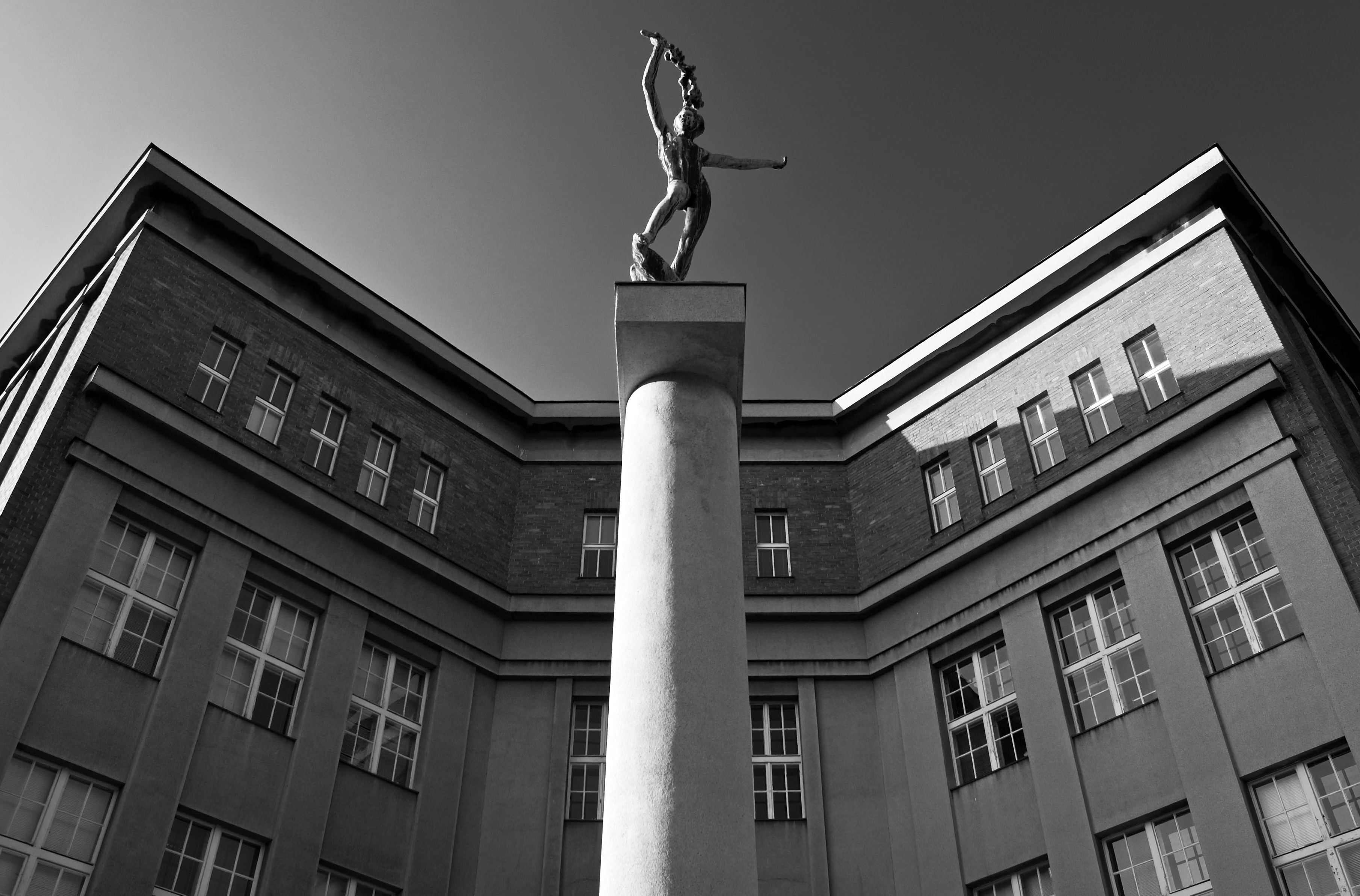
Gymnasium J. K. Tyla, Hradec Králové, vítězná fotografie českého kola 2012, autor: Diketak

Celkem 35 zúčastněných zemí v roce 2012

V roce 2012 se soutěž Wiki Loves Monuments rozšířila i za hranice Evropy, zařazeno bylo 35 až 36 zemí či regionů z několika kontinentů. Zapojily se země a regiony z několika kontinentů, například z Evropy Španělsko, Andorra společně s Katalánskem, Francie, Itálie, Švýcarsko, Lichtenštejnsko, Lucembursko, Belgie, Nizozemsko, Dánsko, Švédsko, Norsko, Estonsko, Německo, Rakousko, Rumunsko, Srbsko, Česká republika, Slovensko, Polsko, Bělorusko, Ukrajina, Rusko (novými evropskými účastníky tedy byly Itálie, Srbsko, Česká republika, Slovensko, Bělorusko a Ukrajina, přestalo se účastnit Portugalsko a Maďarsko), z Ameriky nově Kanada, Spojené státy, Mexiko, Panama, Kolumbie, Argentina a Chile, z Afriky nově Jižní Afrika, Keňa a Ghana, z asijské oblasti kromě Ruska nově též Indie, Izrael a Filipíny. Slovensko se k soutěži připojilo opožděně, izraelská soutěž měla posunutý termín na období od 14. září do 15. října.
Účastníků soutěže v roce 2012 bylo přes 15 tisíc a nahráli více než 360 000 fotografií v 36 národních soutěžích, nejaktivnější soutěžící, Katalánec Pere prlpz, nahrál 8831 fotografií. Nejvíce fotografií (51412) zobrazovalo polské památky, dalšími zeměmi v pořadí bylo Španělsko, Německo a Ukrajina, z nichž bylo fotografií mezi 30 a 40 tisíci, dalšími zeměmi byly Francie, USA, Česká republika, Rusko, Indie, Rakousko a Mexiko. Fotografie českých památek nahrávalo 398 fotografů, kteří nahráli celkem 17115 snímků o celkové velikosti 46 224 MB; podle počtu získaných fotografií se Česká republika umístila sedmá, nejaktivnější přispěvatelé (Seegeng a Lehotsky) nahráli každý téměř 1200 fotografií. Závěr žebříčku tvoří Andorra (293 fotografií od 7 autorů), Lucembursko (267 fotografií od 7 autorů), Ghana (114 fotografií od 16 autorů) a Keňa (97 fotografií od 16 autorů).
Vítězná fotografie roku 2012 pocházela z Indie, další fotografie oceněné v mezinárodním kole pocházely ze Španělska (2×), Filipín, Francie, Itálie (2×), Indie (krom vítězné fotografie), Malvín, Estonska, USA, Nizozemska, Polska, Norska a Rakouska. Žádná z českých fotografií se nedostala ani mezi 42 finálových fotografií.
České kolo mělo dvě speciální kategorie: Pernštejnské památky, sponzorovanou Národním památkovým ústavem, a Slezské památky, sponzorovanou Slezským zemským muzeem. První cenou byla v obou případech roční volná vstupenka.

### 2013

Do ročníku 2013 se zapojilo celkem 51 zemí

V roce 2013 se soutěž opět konala v tradičním zářijovém termínu. Nově se do ní zapojily Velká Británie, Arménie a Ázerbájdžán (na Náhorní Karabach si činí nárok obě soutěže), řada zemí Asie (Jordánsko, Sýrie, Nepál, Pákistán, Čína, Hongkong, Tchaj-wan, Thajsko), Afriky (Alžírsko, Egypt, Tunisko, Namibie, Kamerun) a
Jižní a Střední Ameriky (Bolívie, Venezuela, Salvador, Uruguay, Aruba) a
Antarktida.
Oproti předchozímu ročníku se nezúčastnily Bělorusko, Dánsko, Ghana a Keňa, účast neobnovilo ani Portugalsko, které se účastnilo jen ročníku 2011. Po roční přestávce se znovu připojilo Maďarsko.
Bylo nahráno 369 589 fotografií z 53 soutěžních zemí od 11 943 soutěžících. Nejvíce soutěžních fotografií (42 465) bylo pořízeno v Polsku, následovala Ukrajina (35 674), Německo (35 595), Arménie, Španělsko, Francie a Rusko; nejmenší účast (22 fotografií od 4 soutěžících) ze soutěžících zemí bylo z Antarktidy. Nejaktivnější účastník, Barbara Maliszewska, nahrála 8386 fotografií.
V rámci českého kola bylo nahráno 6429 fotografií od 167 účastníků, čímž se Česká republika v počtu nahrávek umístila na 16. místě. Nejvíce fotografií v českém kole bylo pořízeno na zámku Veltrusy (182), Pražském hradu (152) a Zelené hoře (78). Nejvíce fotografů se věnovalo Pražskému hradu (11), Karlovu mostu (9) a Týnskému chrámu (7). Nejvíce fotografií, 641, do českého kola nahrál Palickap. Na prvním místě se v hodnocení poroty původně umístil černobílý snímek pseudogotického točitého schodiště k pokladní komoře chrámu svatého Víta, pořízený Xavi Lópezem, na němž porota ocenila výjimečné světelné a kompoziční řešení fotografie, v němž černobílá tonalita pomáhá zdůraznit hmotové a výtvarné členění stavby – tento snímek však byl poté diskvalifikován, protože se nepodařilo autora zkontaktovat, na jeho místo pak postoupila fotografie baziliky Navštívení Panny Marie na olomouckém Svatém Kopečku. Speciální soutěžní kategorie „Povodně a památky“ skončila neúspěchem, sešel se v ní mizivý počet fotografií a porota neudělila žádnou cenu. Místo toho Slezské zemské muzeum ocenilo zvláštními cenami tři fotografie se slezskou tematikou, ač slezská kategorie nebyla v tomto roce předem vyhlášena.
Vítěznou fotografií světového kola se stal snímek Wiesenského viaduktu ve Švýcarsku. V celosvětovém kole se mimořádně dobře umístily fotografie ze střední Evropy: mezi deset vítězných fotografií se dostaly dvě z Maďarska (3. a 7.), dvě z Polska (4. a 9., obě od téhož autora) a krom vítězné švýcarské fotografie ještě po jedné fotografii z Německa (5.) a České republiky (8., letecká fotografie Zbraslavského kláštera). Druhé místo získala fotografie z Tchaj-wanu, šesté z Thajska a desáté z Kanady. Salvador a Nepál nedodaly finálové fotografie. Na oficiálních stránkách soutěže bylo (10. prosince) vyhlášeno pouze těchto 10 vítězných fotografií, na stránce vítězů ve Wikimedia Commons byl o tři dny později počet vítězných snímků rozšířen na 15 (přibyly po jednom snímky z Německa, Číny, Panamy, Maďarska a Polska). Polský soutěžící Jarek Ciuruś tak získal hned 3 z 15 vítězných míst.

### 2014

V roce 2014 se konalo 39 národních soutěží

Konání pátého ročníku soutěže bylo oznámeno na organizační stránce v projektu Wikimedia Commons dne 11. ledna 2014. Počet účastníků se definitivně vyjasnil kolem 8. září, celkem se přihlásilo 39 zemí (z toho poprvé Irsko, Albánie společně s Kosovem, Makedonie, Palestina, Libanon, Irák a Pákistán. 24 ze zemí, které se účastnily některého z předchozích ročníků, se do ročníku 2014 nepřihlásilo. Poprvé účast vynechalo i Nizozemsko, jehož místní pobočka byla zakladatelem a dosavadním hlavním organizátorem soutěže. Nestihlo se připravit ani 6 dalších zemí, které se chtěly zúčastnit poprvé.
Celkem bylo 8913 soutěžícími nahráno 321 571 fotografií. Nejvíce fotografií bylo nahráno v ukrajinské (46 252) a polské (45 257) soutěží, následovala německá (35 555), ruská, španělská, italská a francouzská. Nejméně fotografií (153) bylo nahráno v irácké soutěži. Nejaktivnější účastník, Tilman2007, nahrál 11 032 fotografií, v závěsu za ním se umístil Superzerocool s 10 260 fotografiemi, další účastníci nahráli už pod 5000 fotografií.
V rámci českého kola nahrálo 250 účastníků celkem 8644 soutěžních fotografií, čímž se Česká republika ocitla na 10. místě z 39 zemí. Nejaktivnějším přispěvatelem byl Petr1888 s 904 fotografiemi, celkem čtyři účastníci nahráli po více než 500 fotografiích. Z deseti fotografií, které porota vybrala jako nejlepší, se u tří nepodařilo organizačnímu výboru zkontaktovat autory. Ceny byly vyhlášeny na wikikonferenci v brněnském planetáriu. Mezi postupujícími fotografiemi výrazně převažovaly hrady v Čechách: první, druhou i čtvrtou cenou získal Jiří Strašek fotografiemi hradů na Klatovsku (hlavní cenu získala podzimní fotografie hradu Kašperku), hned dvěma leteckými fotografiemi hradů v Libereckém kraji uspěl ve finále Zdeněk Fiedler. Česká pobočka vyhlásila 12. srpna jako speciální kategorii Rok lázeňské architektury, v níž byly uděleny tři speciální ceny, druhou cenu přitom získala fotografie lázeňského můstku v Bílině od Daniely Endrštové, která zároveň z desátého místa v hlavní kategorii postoupila do mezinárodního finále. Slezské zemské muzeum udělilo jedné fotografii mostu v Darkově předem neohlášenou zvláštní cenu.

### 2015

V roce 2015 se koná 30 národních soutěží

Do šestého ročníku se začaly první země přihlašovat od 25. dubna, 5. srpna bylo ohlášeno i konání mezinárodní soutěže. Počet účastnických zemí opět poklesl, a to na 32. Poprvé se zúčastnily Brazílie, Bulharsko, Lotyšsko, Írán a Malajsie. Dále se přihlásily Španělsko, Francie, Itálie, Německo, Rakousko, Slovensko, Rumunsko, Albánie s Kosovem, Makedonie, Irsko, Nizozemsko, Švédsko, Norsko, Estonsko, Ukrajina, Rusko, Arménie s Náhorním Karabachem, Ázerbájdžán, Izrael, Nepál, Pákistán, Thajsko, Alžírsko, Tunisko, Egypt, Jihoafrická republika, Mexiko. Česká pobočka účast vynechala, Polsko a Chile svoje přihlášky ještě před zahájením stáhly, Palestina a Jordánsko nesplnily podmínky účasti. Soutěžním měsícem bylo opět září, Írán a Izrael však zahájily své národní soutěže později a ukončily k 7. říjnu, začátek mexické soutěže byl odložen na neurčito, irská soutěž naopak začala již 23. srpna.
V rámci ročníku soutěže bylo nahráno ve 33 národních soutěžích celkem 231 431 fotografií, zúčastnilo se 6618 soutěžících. Nejvíce fotografií bylo nahráno v ukrajinské soutěží (41 654), následovala německá (38 953), arménská a náhorno-karabašská (26 528) a ruská (23706), další země následovaly s velkým odstupem (Itálie 12 712). Nejvíce fotografiemi (7025) přispěl uživatel Tilman2007, celkem 41 soutěžících přispělo více než tisícem fotografií. Největší počet soutěžících (947) se účastnil italské soutěže, podobný počet soutěžících byl i v Rusku (931) a Německu (866).

### 2016

V roce 2016 se koná 42 národních soutěží

Do sedméno ročníku se první země přihlásila již 1. listopadu 2015, 2. srpna bylo ohlášeno konání mezinárodní soutěže. Počet účastnických zemí se oproti předchozímu roku opět zvýšil, a to na 43 (stav k 2. září 2016). Poprvé se zúčastnily Malta, Řecko, Turecko, Gruzie, Bangladéš, Jižní Korea, Maroko, Nigérie a Peru. Kamerun se přihlásil, ale soutěž nezahájil, Bulharsko ohlásilo opožděné zahájení, opožděně se přihlásila i Albánie a USA. Česká pobočka se opět nezúčastnila. Soutěžním měsícem je standardně září. V Albánii a Bulharsku bylo konání posunuto na období od 15. září do 15. srpna, v Řecku bylo zahájení odloženo na 8. září, v Kosovu byla prodloužena do 9. října, v Íránu soutěž probíhala od 4. září do 6. října, v Izraeli probíhala v říjnu.
Zatímco podle přihlašovací stránky Turecko svoji účast v polovině září zrušilo a odložilo na příští rok, ve statistikách soutěže je zahrnuto 230 fotografií od 15 soutěžících, avšak finále se nezúčastnilo. Andorra s Katalánií se podle přihlašovací stránky měly účastnit, ve statistikách soutěže však nejsou uvedeny a finálové snímky nedodaly. Albánie se podle přihlašovací stránky i závěrečné zprávy poroty účastnila a dodala finálové snímky, ve statistikách soutěže však rovněž není uvedena. Belgie se podle přihlašovací stránky měla účastnit společně s Lucemburskem a také společně dodaly finálové fotografie, ve statistice soutěže jsou ale uvedeny každá zvlášť.
Zasláno bylo celkem přes 277 339 fotografií od 10 746 soutěžících, do finále postoupilo vítězné fotografie 42 národních soutěží. Oproti předchozímu roku narostl počet účastnických zemí o více než 30 %, počet účastníků o 62 %, počet nově získaných příspěvatelů projektů Commons mezi účastníky byl o 78 % vyšší a počet soutěžních fotografií o 20 % vyšší.
Nejvíce fotografií bylo nahráno v německé (39 053), indické (37 652), ukrajinské (36 266), ruské (22 562) a italské (20 559) soutěži, naopak nejméně fotografií bylo z Lucemburska (12) a Antarktidy (13). Nejvíce fotografiemi přispěl, stejně jako předchozího roku, uživatel Tilman2007, a to 16 507, tedy zhruba dvouapůlnásobkem počtu z předchozího roku, celkem 36 účastníků přispělo více než tisícem fotografií.

### 2017

Účastnické země v roce 2017

V roce 2017 se 8. ročníku zúčastnilo 54 zemí, ve statistice soutěže se však objevilo jen 52 zemí. Prvoúčastníky byly Austrálie, Baskicko, Chorvatsko, Finsko, Saúdská Arábie a Uganda; již dříve soutěžící Aruba se rozšířila na celé Karibské Nizozemsko.
Celkem bylo do soutěže zasláno 247 656 obrázků od 9773 soutěžících z 52 národních soutěží.
Nejvíce fotografií bylo nahráno v ukrajinské (37 555), arménské a náhorno-karabašské (34 843), italské (20 376), německé (20 288) a ruské (19 268) soutěži, naopak nejméně fotografií bylo z Karibského Nizozemska (82) a Sýrie (127). Nejvíce fotografiemi (20513) přispěl Soghomon Matevosyan z Jerevanu, tradiční premiant Tilman2007 byl s 6593 fotografiemi tentokrát až druhý, následovaný v pořadí s nevelkým odstupem několika dalšími soutěžícími.
Zvítězila fotografie hindiustického chrámu boha Khandoby v Jejuri v indickém státě Maháráštra. V konečném pořadí následující finálové fotografie byly z Thajska, Bangladéše, Egypta, Itálie, Itálie, Bangladéše, Kanady, Thajska a Austrálie.

### 2018

Účastnické země v roce 2018

V roce 2018 se 9. ročníku zúčastnilo 56 zemí, přičemž čtveřice arabských zemí (Libanon, Jordánsko, Palestina a Sýrie) soutěžila společně. Baskické národní kolo nebylo do hlavní soutěže připuštěno, protože konkurovalo španělské národní soutěži, s níž se územně překrývalo. Prvoúčastníky byly Spojené arabské emiráty, Tanzanie a Libanon.
Celkem bylo do soutěže zasláno 265 395 obrázků od 13 878 soutěžících z 56 národních soutěží.
Nejvíce fotografií bylo nahráno v ruské (32 598), italské (28 987), německé (25 809), ukrajinské (21 714) a indické (14 710) soutěži, naopak nejméně fotografií bylo z Libanonu (78) a Malajsie (139). Nejvíce fotografiemi přispěl opět uživatel Tilman2007, a to 8096, celkem 27 účastníků přispělo více než tisícem fotografií.
Jako vítězná byla vybrána fotografie interiéru kopule a stropu mešity šejka Lotfollaha v Isfahánu v Íránu. Další oceněné fotografie v konečném pořadí byly z Jordánska, Spojeného království, Bangladéše, Bangladéše, Nepálu, Polska, Ruska, Spojených států a Rumunska.

## Popis

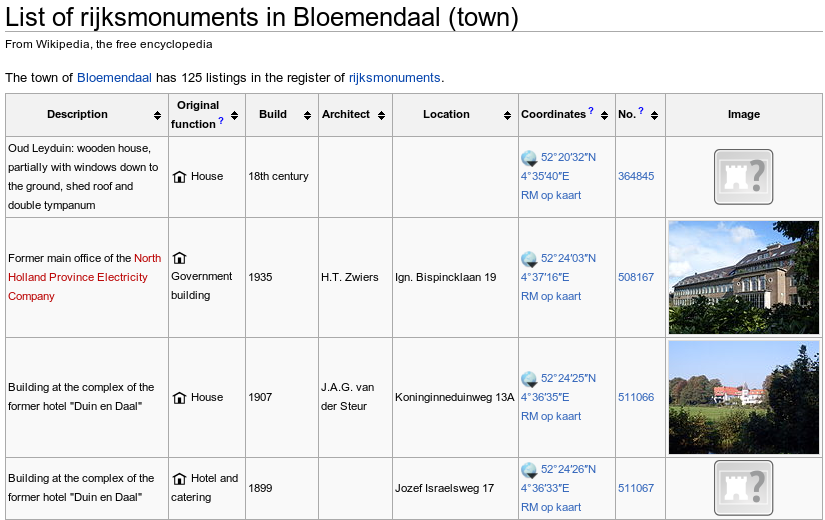
Seznam památek severoholandského města Bloemendaal na anglické verzi Wikipedie

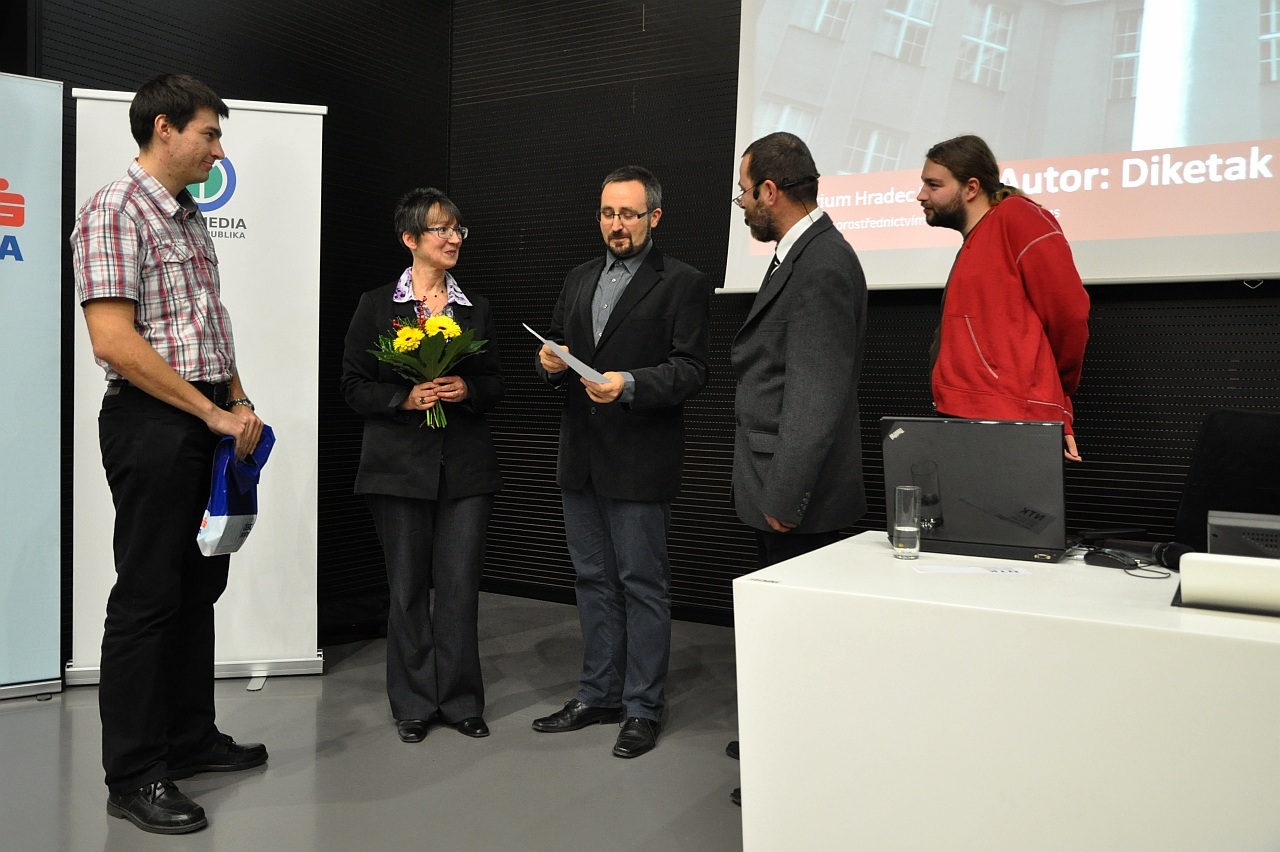
Vyhlášení cen českého kola Wiki miluje památky 2012: Zástupce Národního památkového ústavu paní Věra Kučová a zástupce šéfredaktora časopisu Foto Petr Vilgus předávají cenu vítězi české části soutěže Diketakovi

Organizátorem soutěže pro jednotlivé země jsou většinou lidé působící v místní pobočce nadace Wikipedia či aktivní v příslušné jazykové verzi Wikipedie.
Vlastní soutěži předchází příprava seznamů památek, zpracovávaných a zveřejněných většinou v některé z jazykových verzí projektu Wikipedia, zpravidla v dominantním jazyce dané země nebo na anglické Wikipedii. Seznamy památek pro jednotlivé země zpravidla vycházejí z oficiálních registrů památek, který pro danou zemi vede příslušná vláda či státem pověřená instituce. Z těchto registrů je obvykle odvozen i identifikátor památky, jímž musí být soutěžní fotografie označeny. V Česku byly za databázi objektů k fotografování a dokumentování zvoleny evidenční seznamy kulturních památek vedené Národním památkovým ústavem, identifikátory památek jsou jejich registrační čísla, u dávněji vyhlášených památek celá kombinace nového (celostátního) a starého (krajského) registračního čísla.
Ve většině z účastnických zemí se vlastní soutěž koná od 1. do 30. září, některé země však mají období zkrácené či prodloužené, například pokud se připojí opožděně. Do soutěže jsou zahrnuty fotografie, které jsou v tomto období s příslušným označením soutěže a vyžadovanými údaji (zejména registračním číslem památky) nahrány pod svobodnou licencí do úložiště obrázků a médií Wikimedia Commons či některého z dalších určených kompatibilních projektů. V projektu Commons či dalších zapojených projektech se se soutěžními fotografiemi zachází ve stejném režimu jako s nesoutěžními fotografiemi, soutěžící se tedy musí v těchto projektech zaregistrovat a řídit se jejich pravidly. Do soutěže je možno zařadit i starší fotografie z archivu soutěžícího, každý však smí soutěžit jen s fotografiemi, které sám pořídil.
Pro zájemce a účastníky, kteří památky chtějí hledat a fotografovat, vyvinula společnost Wikimedia Foundation pro rok 2011 dvě aplikace pro telefony iPhone a Android, které umožňují zobrazit podle zeměpisných souřadnic památky, u nichž jsou souřadnice v seznamu uvedeny.
Snímky posuzuje nejprve porota (soutěžní komise) v lokálním (národním) kole. Z něj vybere 10 fotografií, které postupují do mezinárodního kola, a zpravidla jim též udělí národní ceny. Ceny financují či zajišťují sponzoři. V české soutěžní komisi byli zastoupeni jak zástupci fotografické obce, tak i čeští wikipedisté, což mělo, podle jejich prohlášení, zajistit výběr takových fotografií, které jsou technického a estetického hlediska kvalitní, ale i encyklopedicky přínosné. Deset autorů nejlepších fotografií českého kola bylo v roce 2012 oceněno finančními a věcnými cenami a snímky mají být vydány na kalendáři pořádajícího sdružení Wikimedia Česká republika.
V mezinárodním kole vybírá mezinárodní soutěžní komise 15 vítězných fotografií z těch fotografií, které z národních kol do mezinárodního postoupily. V roce 2012 byla mezinárodní porota pětičlenná, jejími členy byli americký profesionální fotograf pro National Geographic Stephen Alvarez, tanzanský student počítačových věd v Indii Muhammad Mahdi Karim, francouzský fyzik Guillaume Paumier, nizozemsko-srbská generální sekretářka památkářské asociace Europa Nostra Sneška Quaedvlieg-Mihailović a německá archeoložka Barbara Köstner.
Seznamy v projektech Wikipedia a fotografie v projektu Commons zůstávají i po skončení soutěže a jsou dále využívány nezávisle na soutěži WLM. Rovněž různé softwarové nástroje vyvinuté k nahrávání, třídění a dalšímu zpracování soutěžních fotografií či úpravám seznamů slouží oběma projektům dále nezávisle na soutěži.

## Přidružené akce
K soutěži WLM je přiřazena řada tematických soutěží, v nichž jsou samostatně vyhodnocovány ty ze soutěžních fotografií, které se týkají určitého tématu nebo regionu (v roce 2012 v české soutěži byly vyhlášeny speciální kategorie rodu Pernštejnů ve spolupráci s Národním památkovým ústavem v rámci akce Pernštejnský rok 2012 a Českého Slezska pod patronací Slezského zemského muzea v Opavě, zvláštní postavení mají v soutěži Katalánie a Jižní Tyrolsko atd.). S těmito soutěžemi mohou být spojeny speciální ceny, avšak na postup do mezinárodního kola WLM nemají vliv.
Systematické zpracování památek na Wikipedii, které soutěž WLM výrazně podpořila, přispělo k tomu, že česká pobočka nadace Wikimedia spolupracuje s městskou části Praha 10, která na některé památky na svém území umístila tabulky s QR kódem. Pokud se kód načte chytrým telefonem, zobrazí se na displeji článek o této památce z Wikipedie.
Podle vzoru soutěže WLM se uskutečnila v červnu 2013 z iniciativy švédské pobočky nadace Wikimedia a projektu Europeana též soutěž Wiki Loves Public Art, zaměřenou na veřejně přístupná umělecká díla. Soutěže se zúčastnily 4 evropské země (Švédsko, Finsko, Rakousko se seznamy pro Vídeň a Linec a katalánské město Barcelona) a Izrael, předmětem fotografování bylo celkem 3447 objektů na seznamech a 225 účastníky bylo nahráno 9255 fotografií 2169 objektů. Do ročníku 2014 se přihlásilo pouze Maďarsko, byl však zrušen a nekonal se.
Další soutěží založenou na podobných principech je Wiki Loves Earth, zaměřená na přírodní památky a chráněná území, okrajově též krajinářství a okrasné zahradnictví. Ročník 2013 byl pořádán na jaře jako pilotní pouze ukrajinskou pobočkou, přičemž 365 účastníků nahrálo 11736 fotografií 1104 přírodních památek. Ročníku 2014 se účastnilo již 15 zemí, finálové fotografie dodalo pouze 9 zemí a celosvětové vyhodnocení se nekonalo. Celkově bylo nahráno přes 71 tisíc fotografií, nejvíce z Německa, Makedonie a Ukrajiny.

## Oceněné fotografie

### Vítězné fotografie jednotlivých ročníků

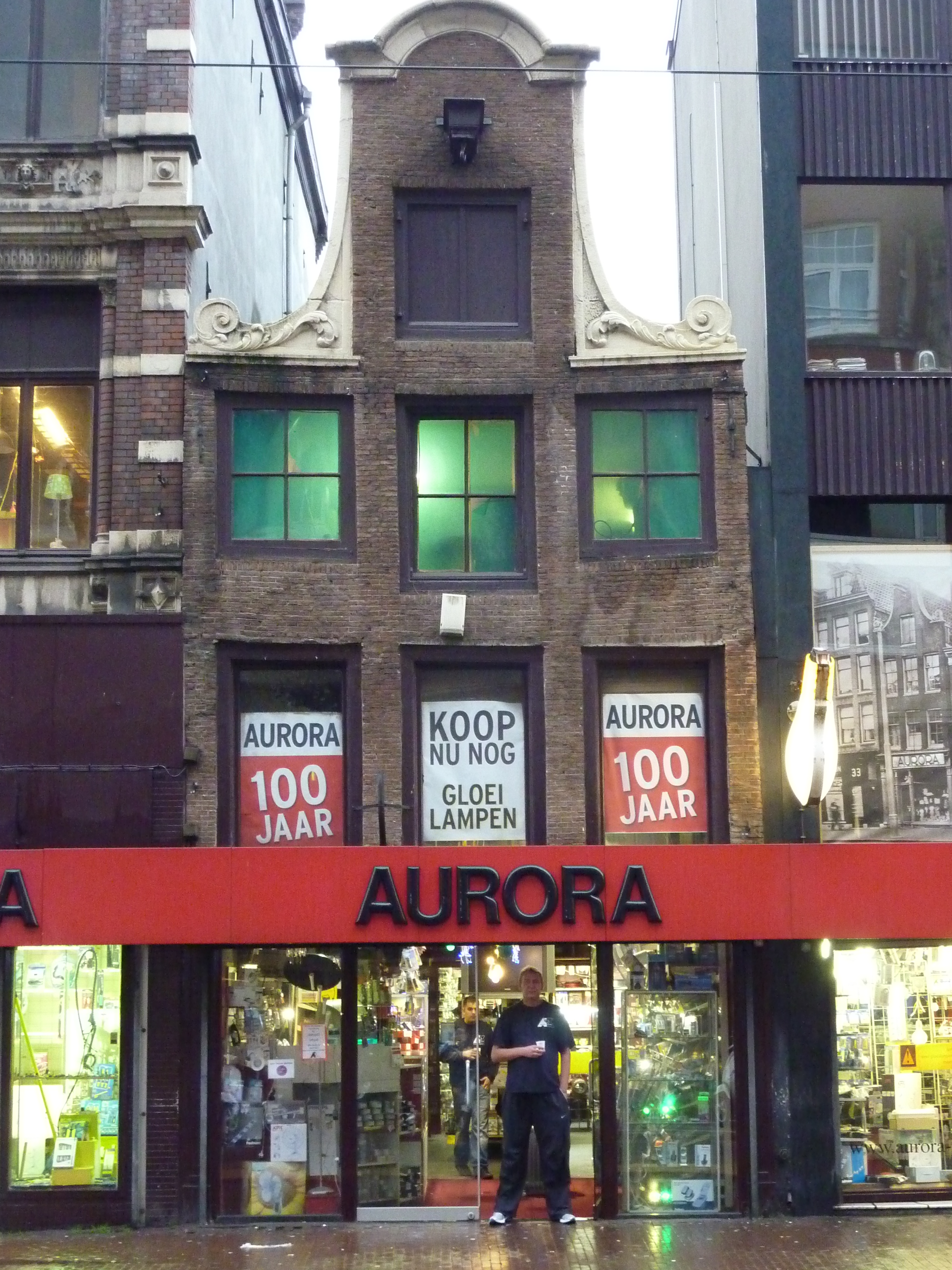
Dům Vijzelstraat 31 v Amsterdamu v Nizozemsku, vítězná fotografie ročníku 2010
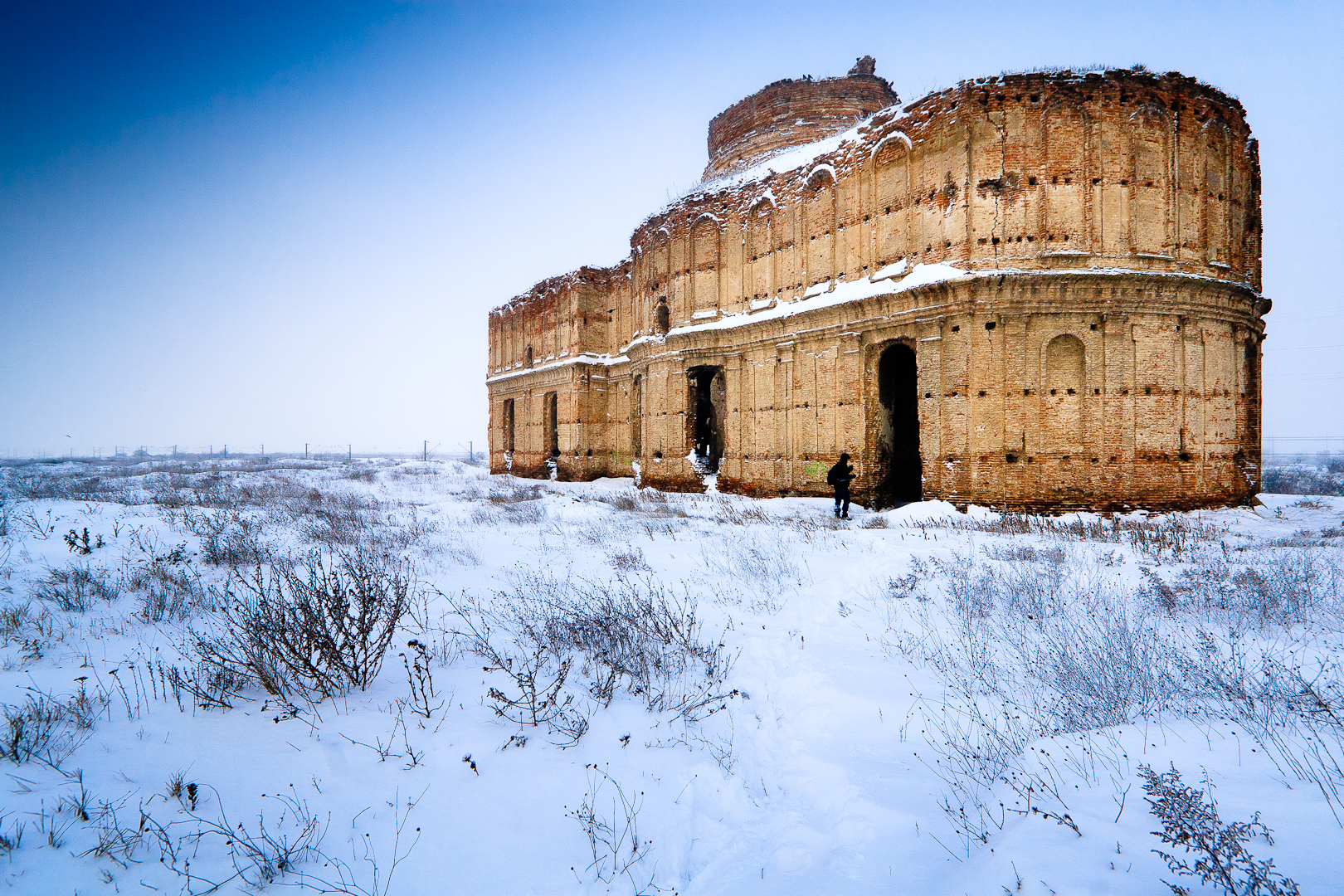
Zimní fotografie kláštera Chiajna na okraji Bukurešti v Rumunsku, vítězná fotografie ročníku 2011
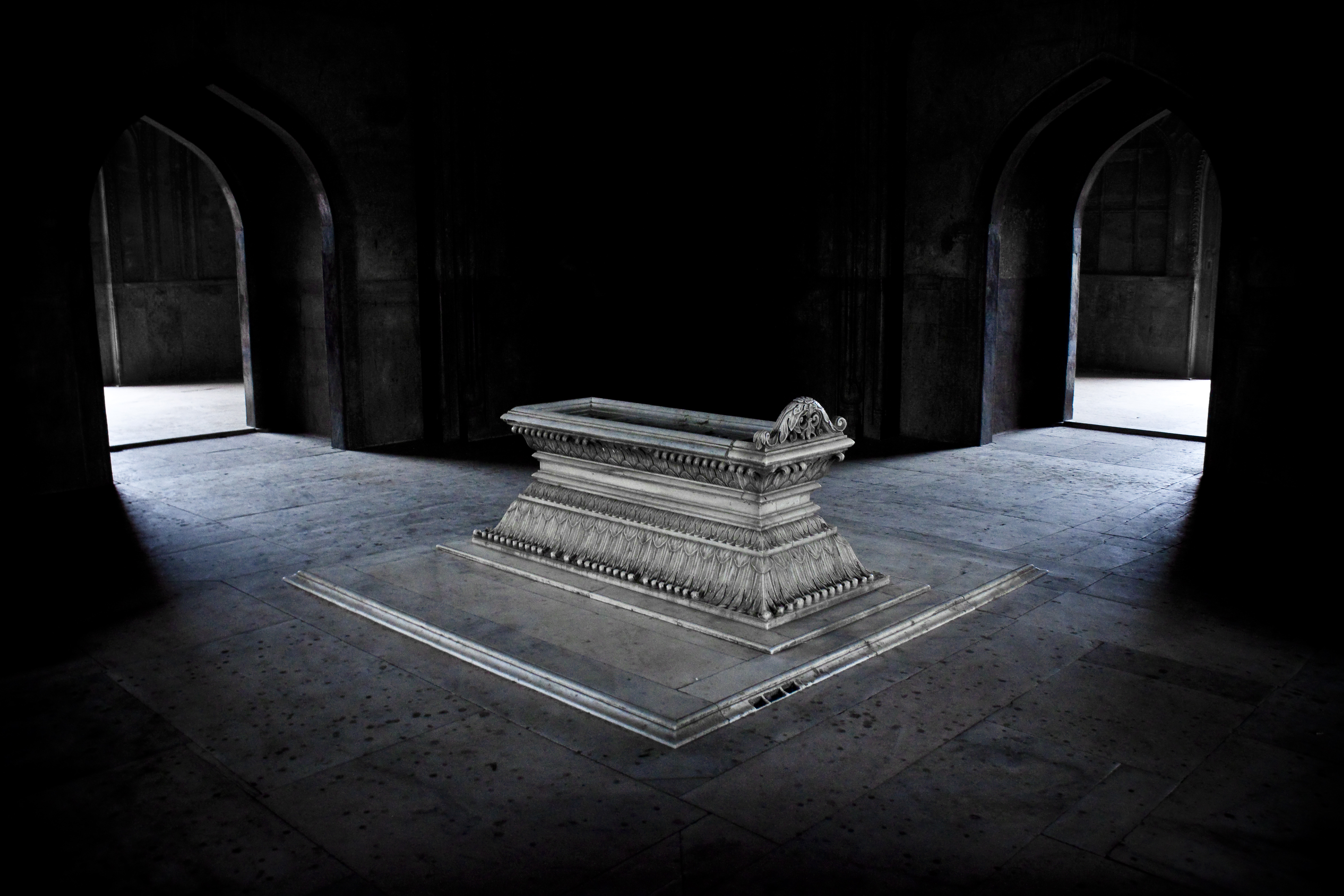
Sarkofág v Safdarjungově hrobce, Nové Dillí, Indie, vítězná fotografie roku 2012
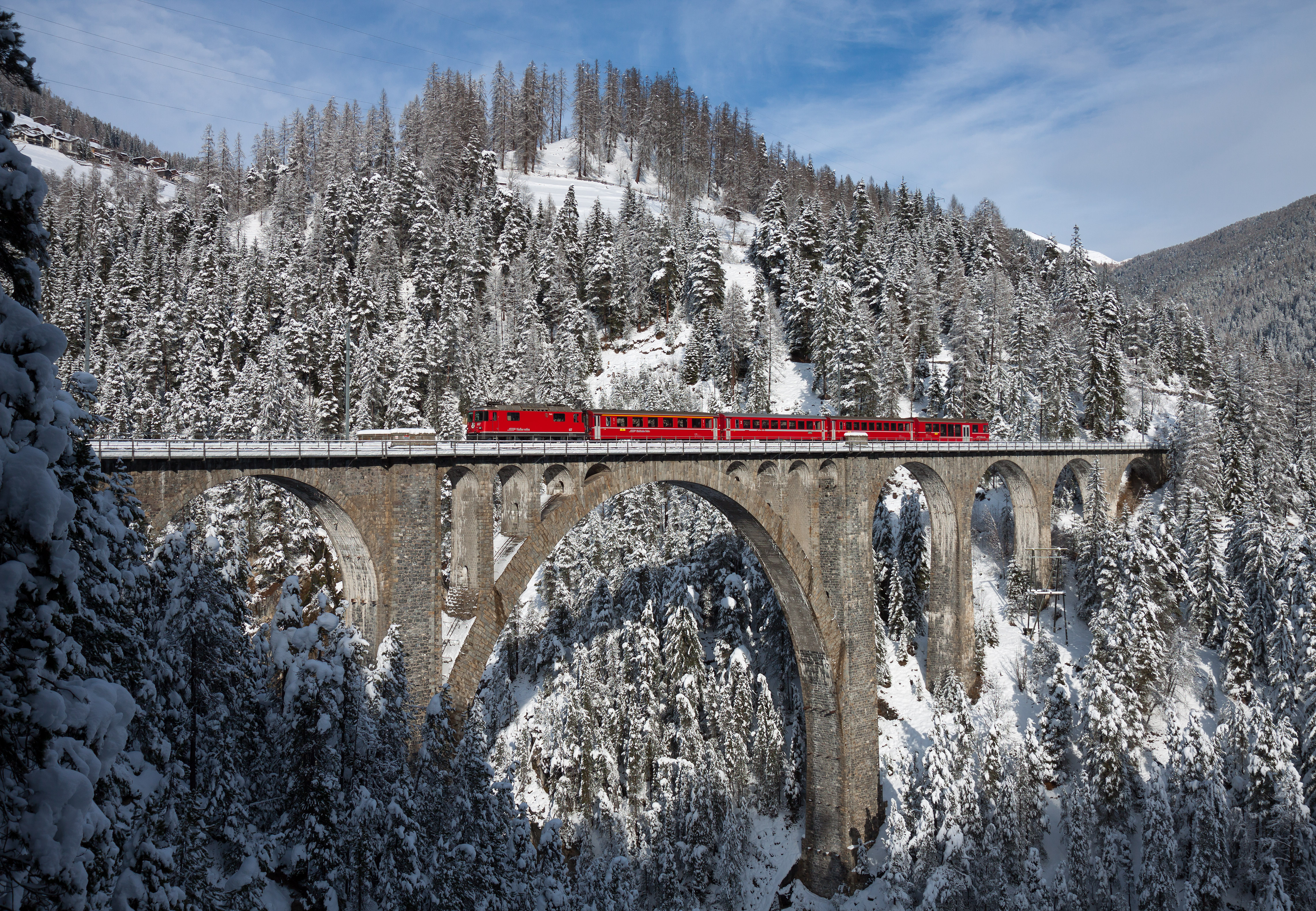
Wiesenský viadukt, Švýcarsko, vítězná fotografie roku 2013
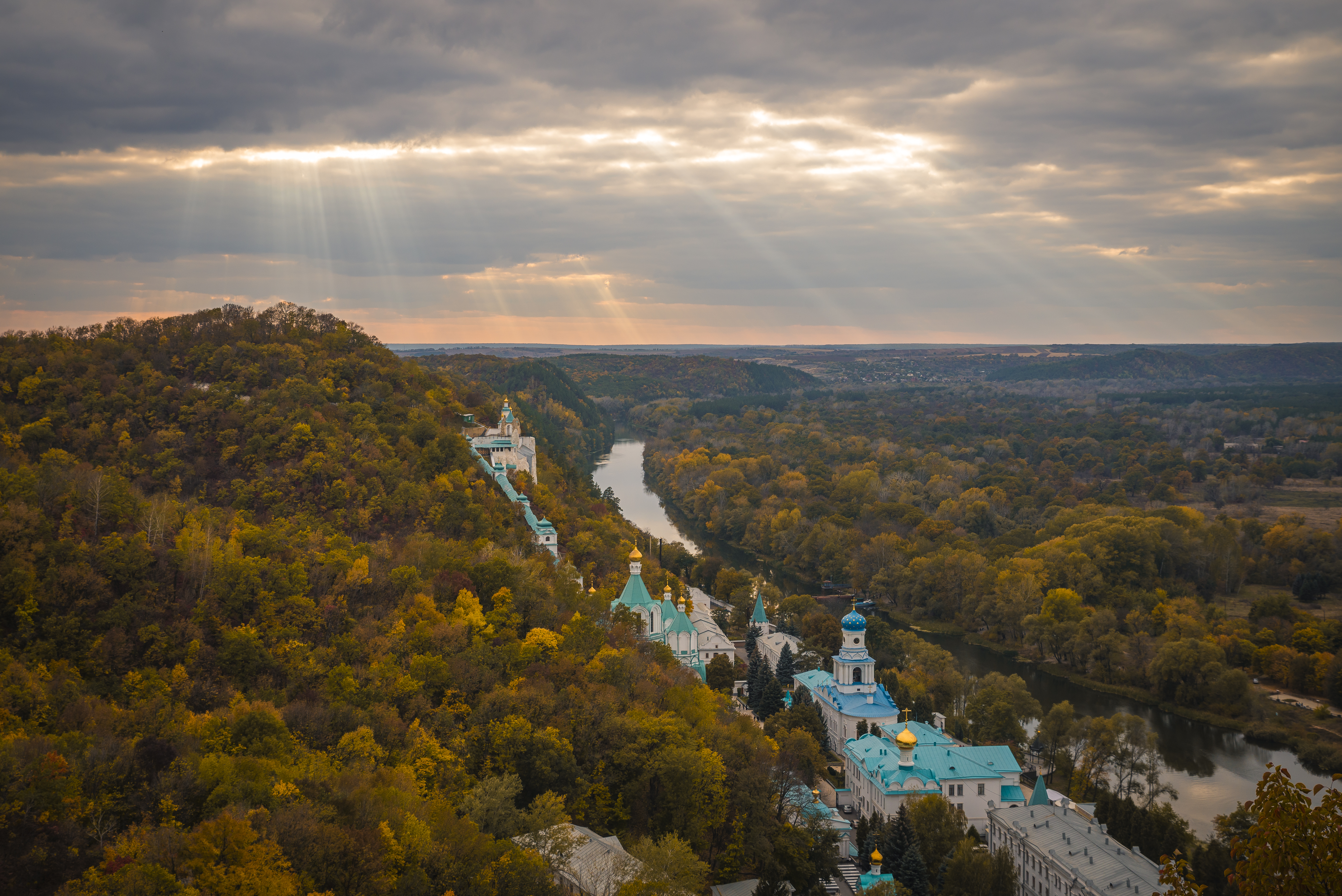
Svjatohirská lávra svatého Nanebevzetí, Svjatohirsk, Doněcká oblast, Ukrajina, vítězná fotografie roku 2014
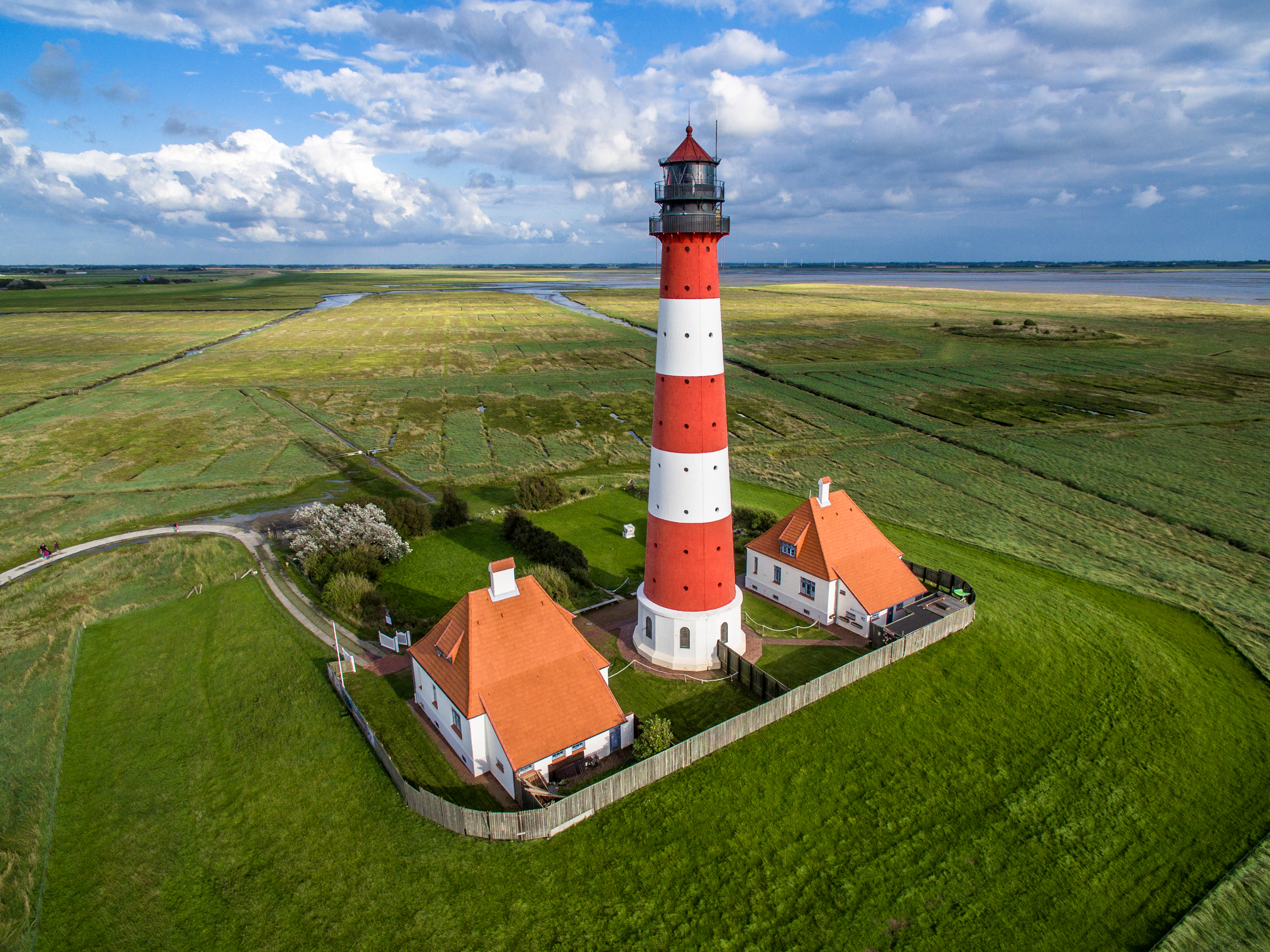
Letecký snímek majáku Westerheversand, Westerhever, Šlesvicko-Holštýnsko, Německo, vítězná fotografie roku 2015
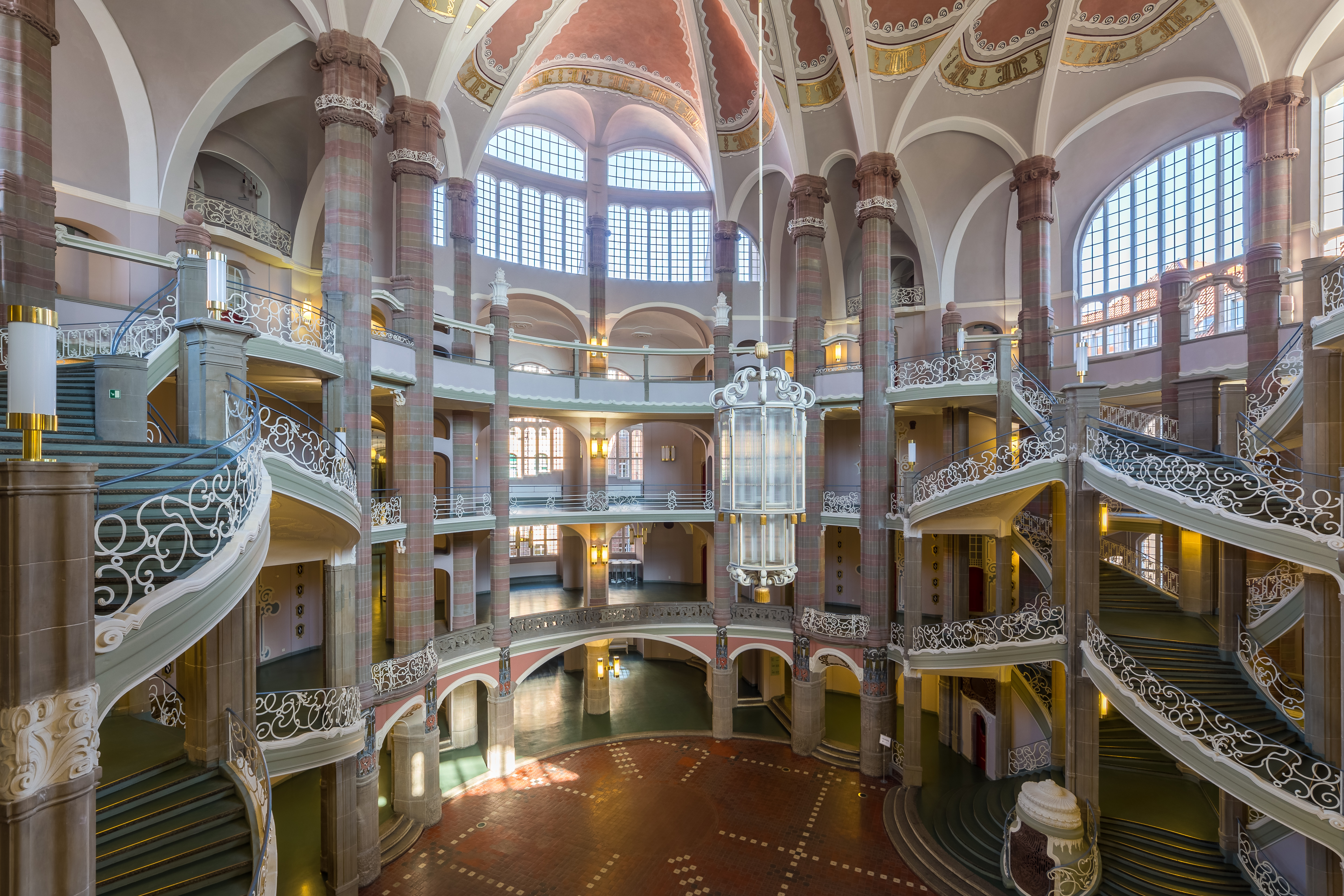
Vstupní hala zemského a městského soudu v Berlíně, Německo, vítězná fotografie roku 2016
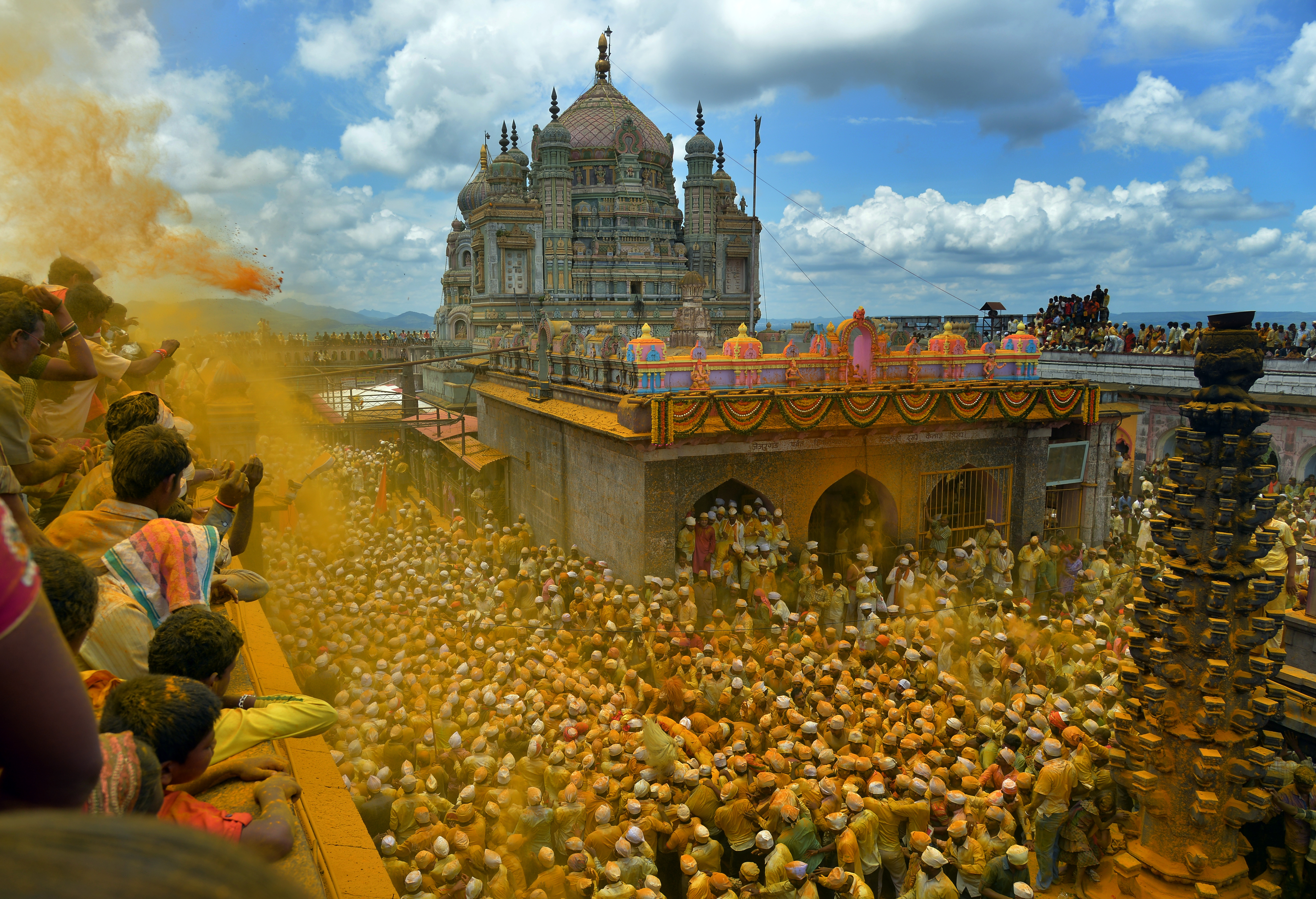
Hinduistický chrám boha Khandoby v Jejuri, vítězná fotografie roku 2017
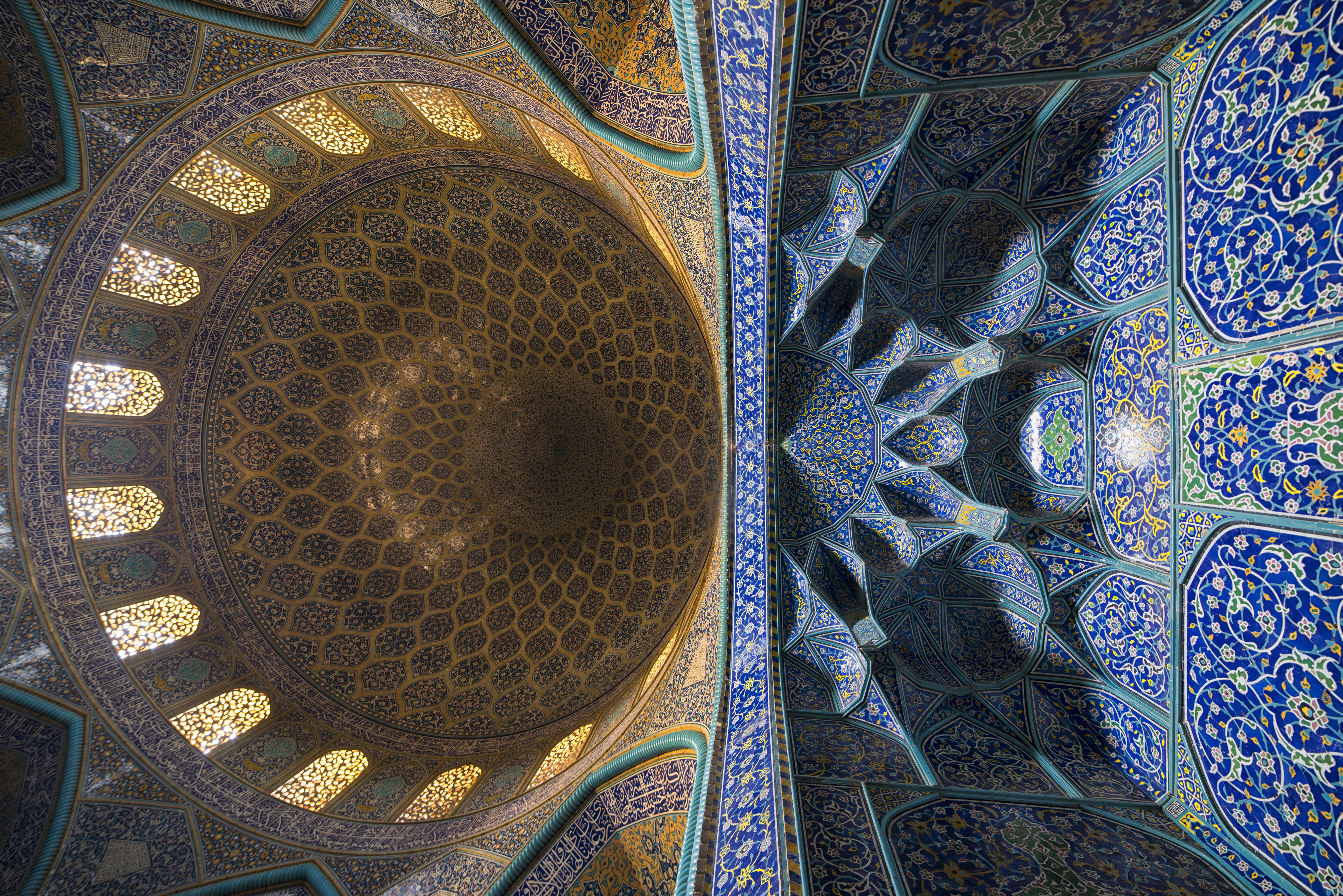
Mešita šejka Loftolláha v Isfahánu, Írán, vítězná fotografie roku 2018

### Příklady dalších oceněných fotografií

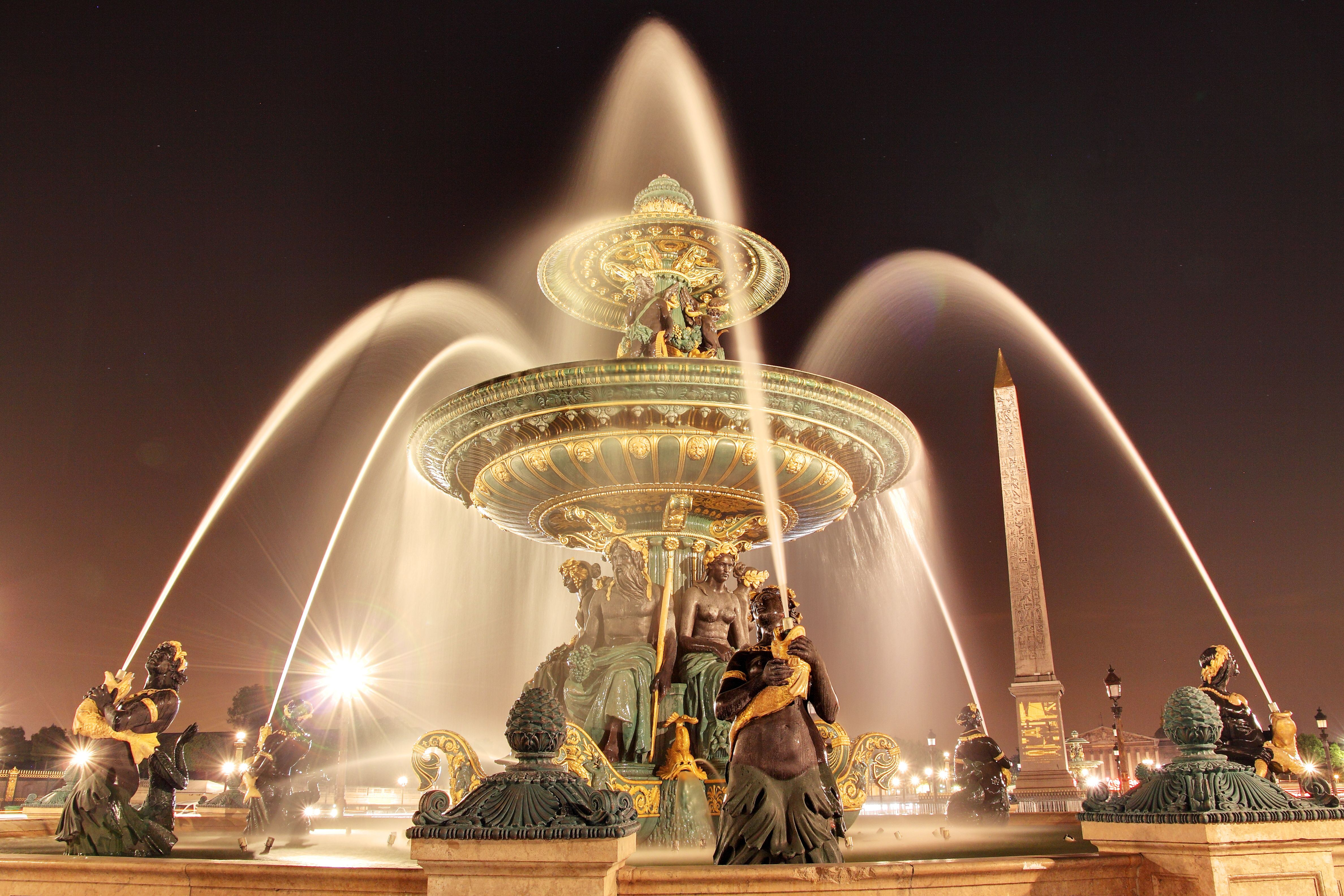
Fontána na náměstí Svornosti v Paříži, ročník 2011, 5. místo
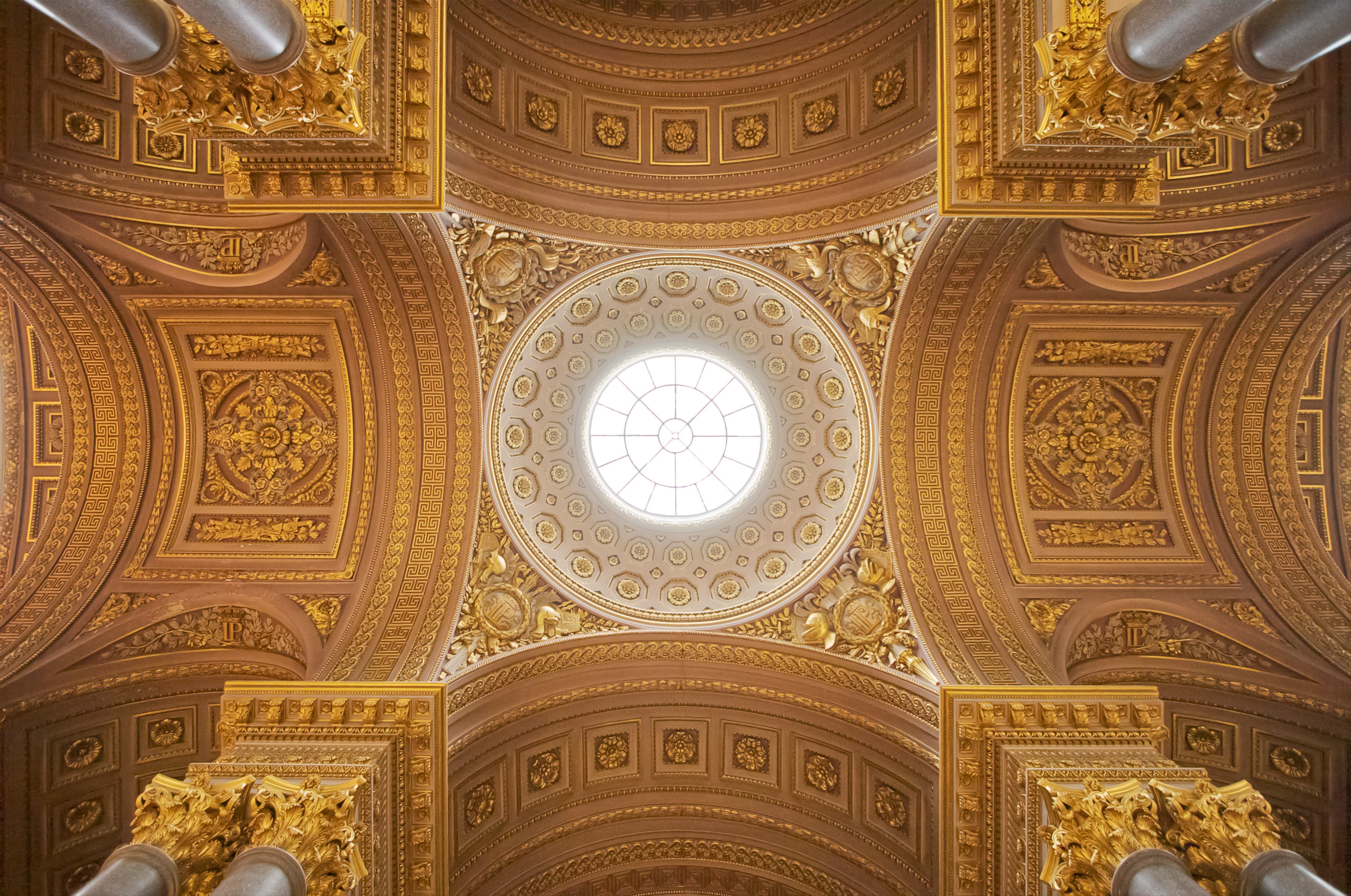
Galerie bitev na zámku Versailles, ročník 2011, 12. místo
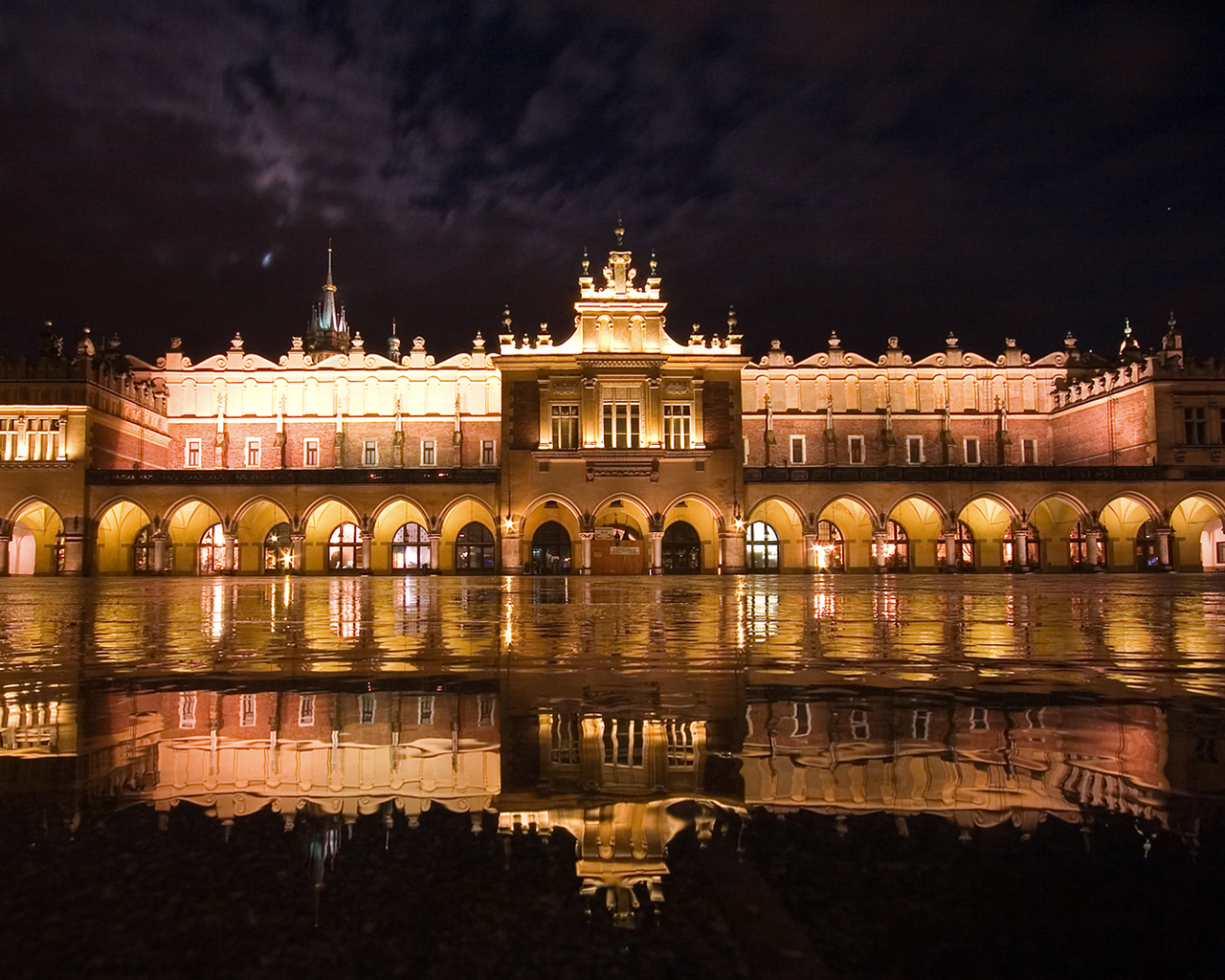
Tržnice Sukiennice v Krakově, ročník 2011, 10. finálový snímek z Polska
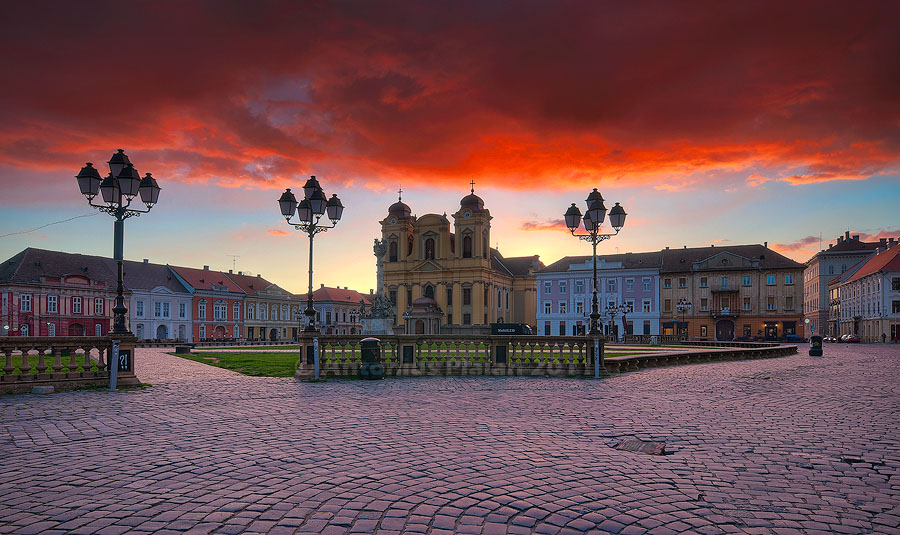
Temešvár, Piața Unirii (náměstí Sjednocení) při východu slunce, ročník 2011, vítězný snímek rumunského kola
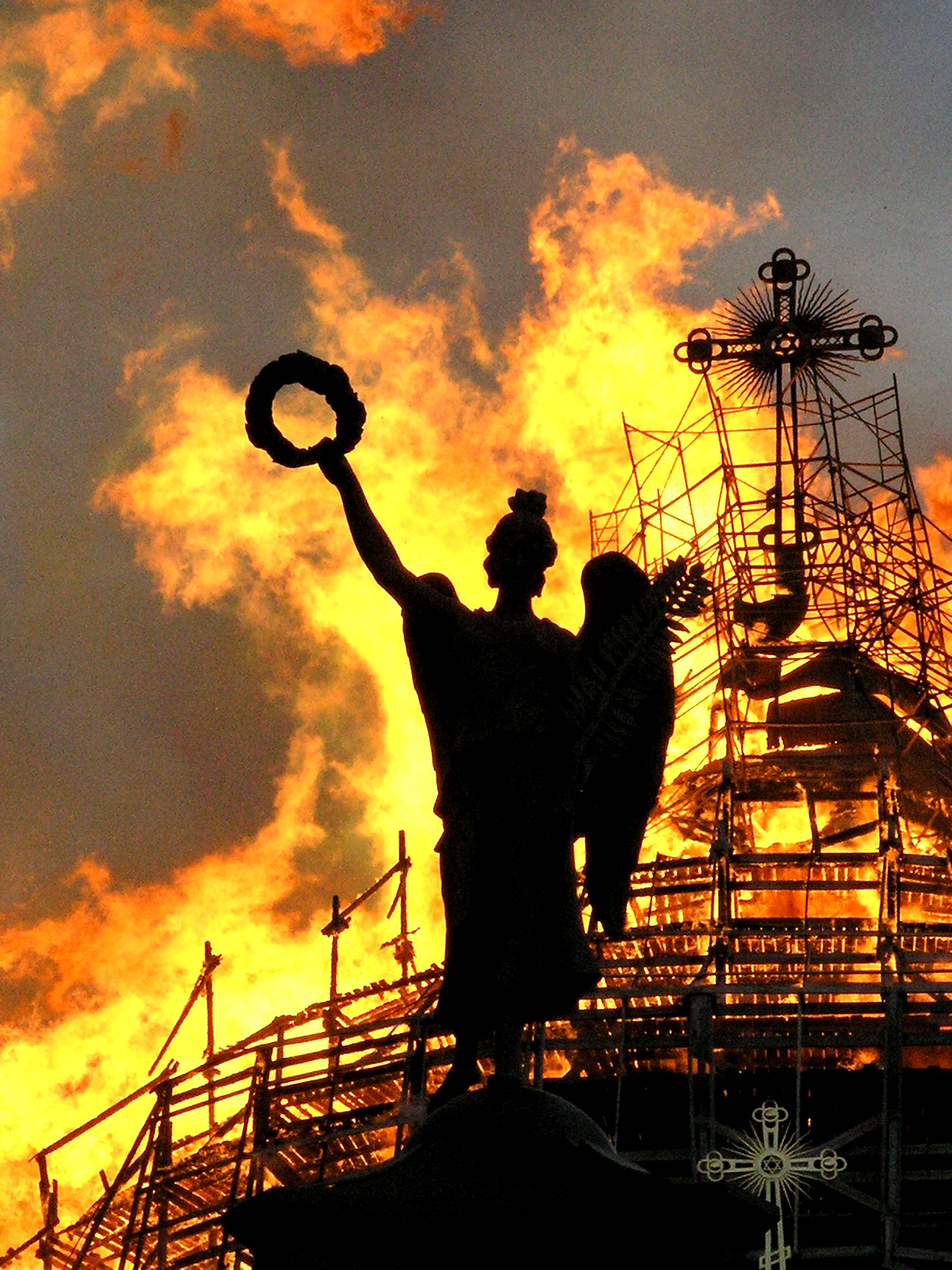
Požár Chrámu Nejsvětější Trojice, Petrohrad, 2006, titulní fotografie výstavy Wikipedie miluje Peterburg 2011
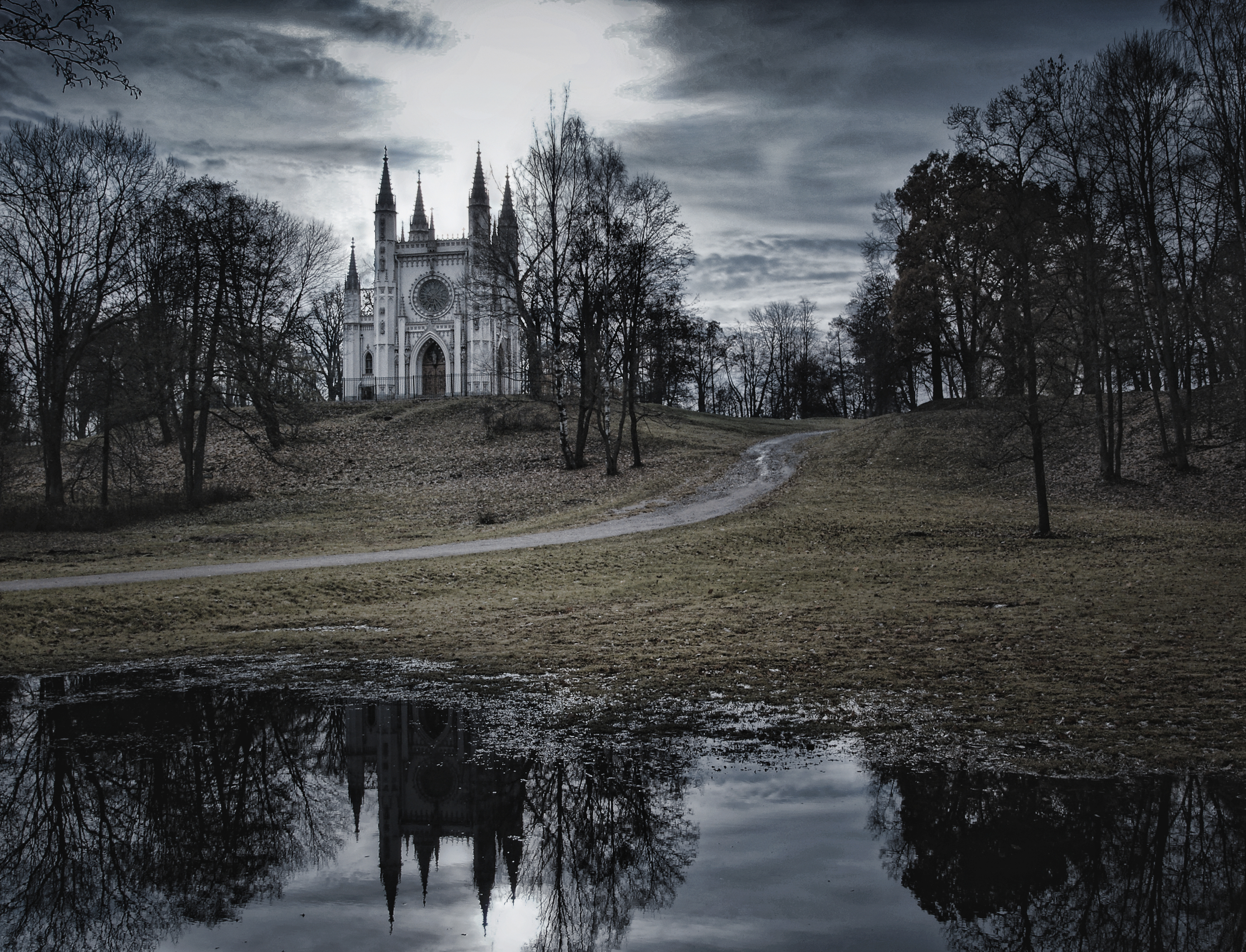
Gotická kaple sv. Alexandra Něvského, Petěrgof, ročník 2011, 6. místo
Chrám vzkříšení Krista v Petrohradu, fotografie nominovaná v roce 2011 do finále za Rusko vydavatelstvím Vita Nova
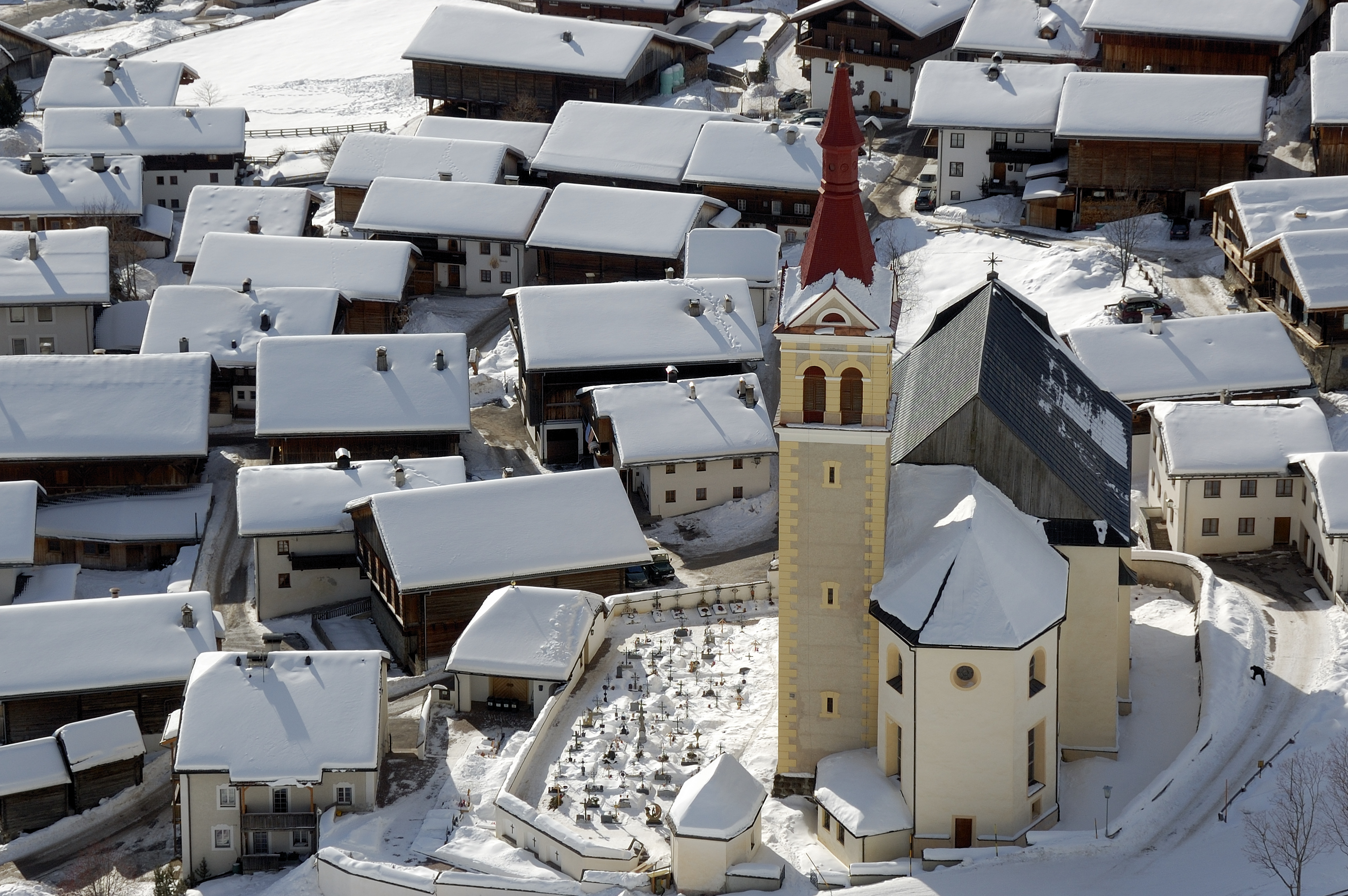
Katolický farní kostel sv. Ulricha v Obertilliachu spolu s částí hřbitova, ročník 2011, 9. finálový snímek za Rakousko

### Vítězné fotografie českého kola 2012

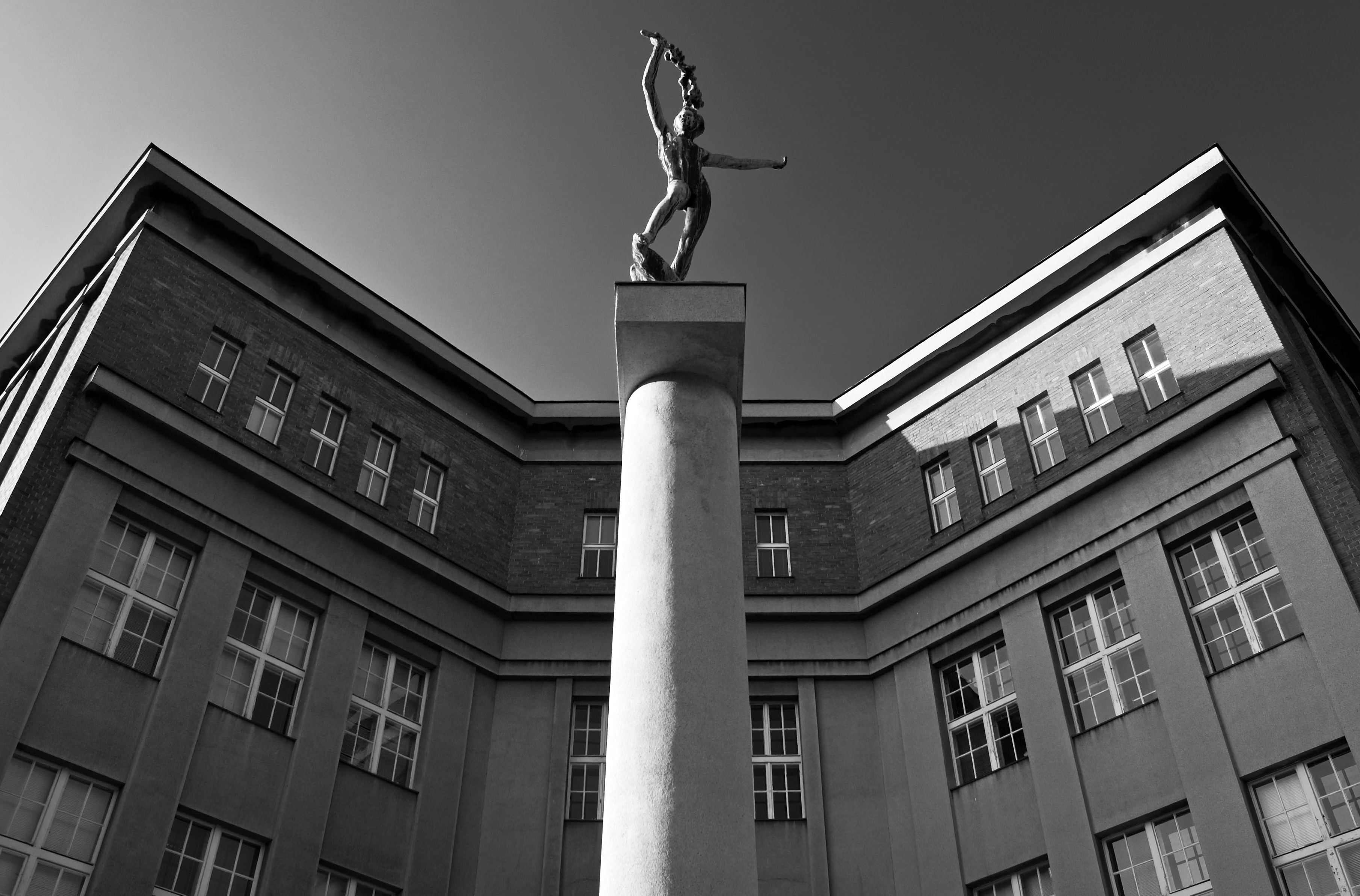
Gymnasium J. K. Tyla, Hradec Králové Autor: Diketak
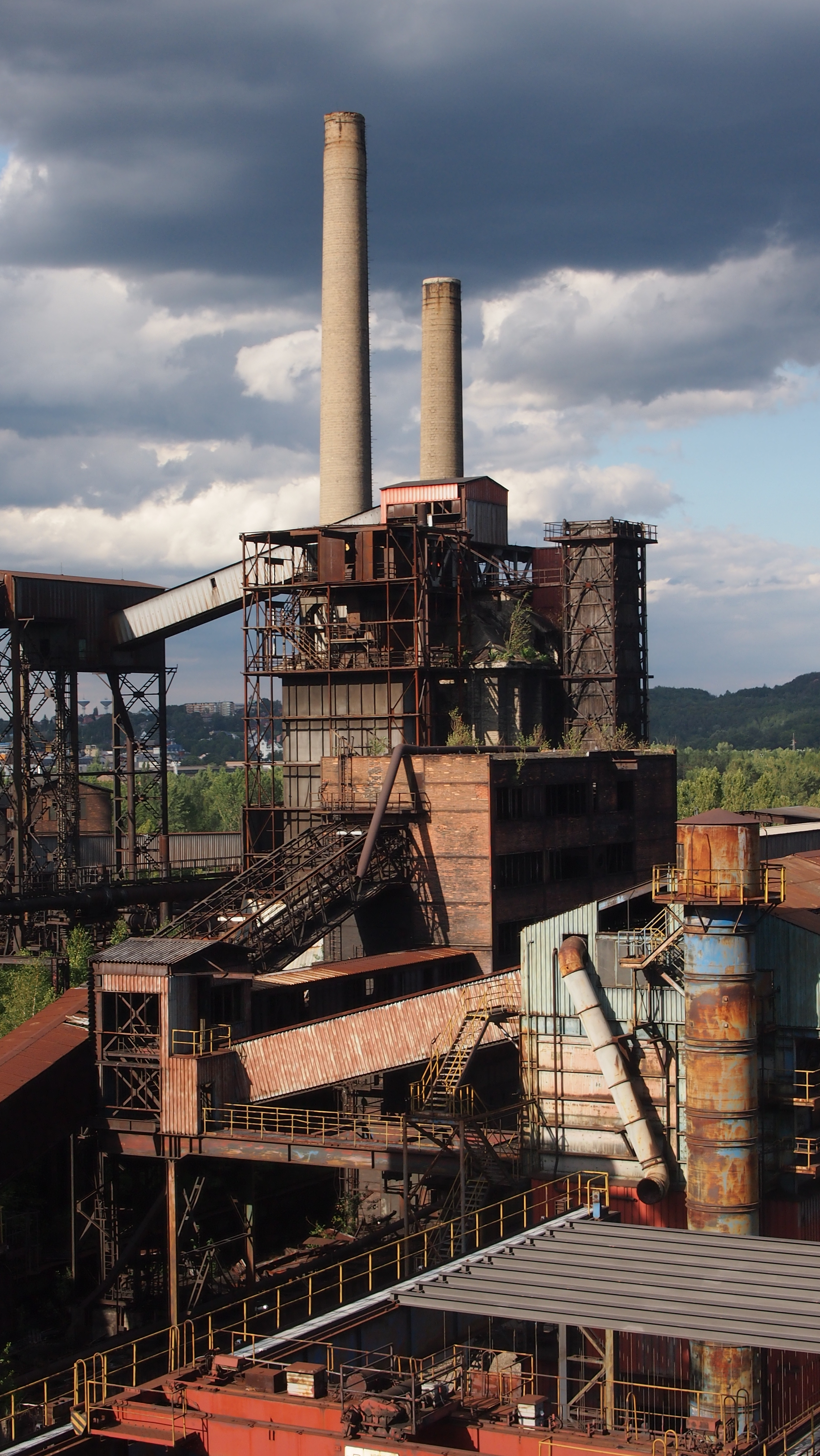
Dolní oblast Vítkovice, Ostrava Autor: Honza chodec
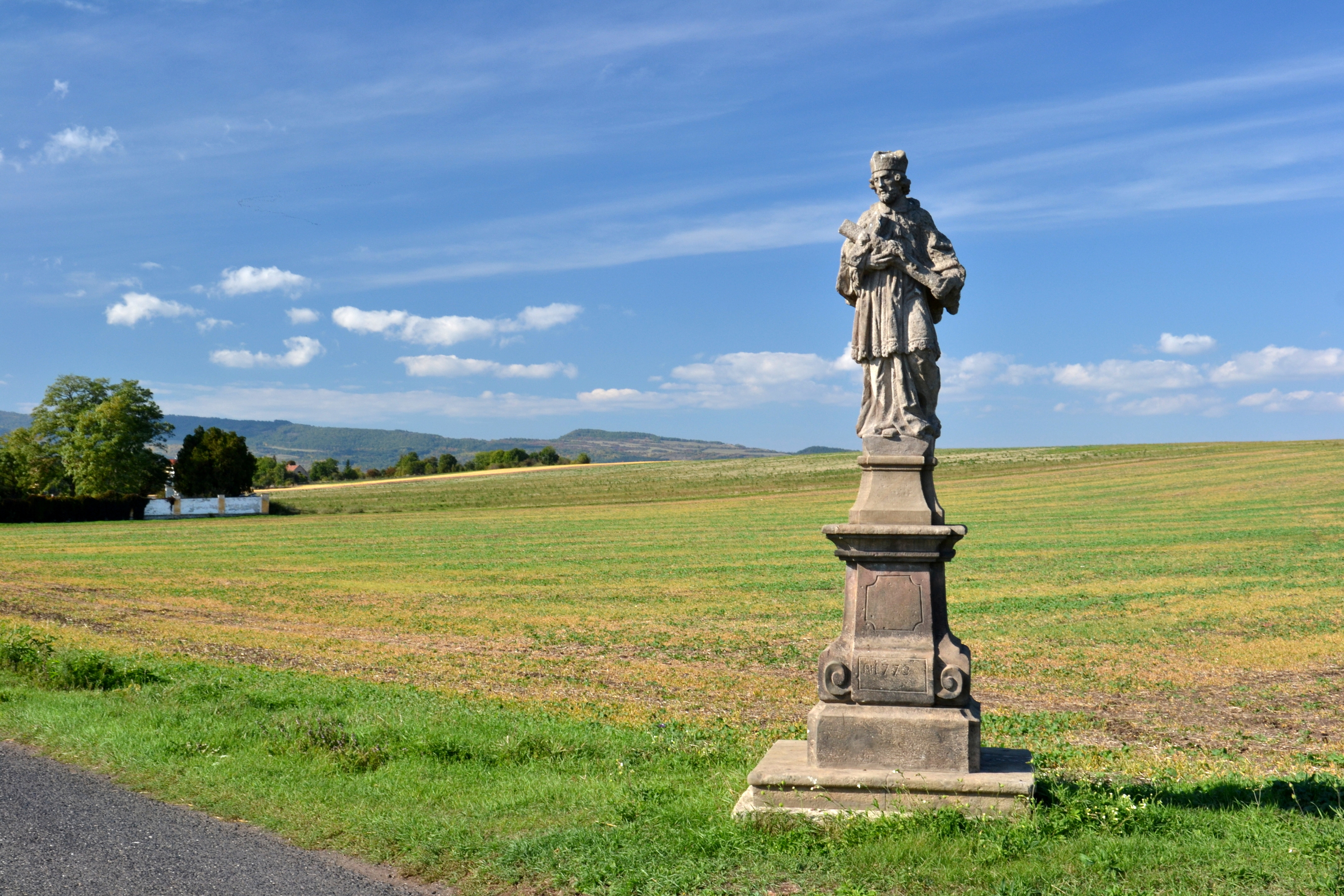
Socha svatého Jana Nepomuckého, Vitčice Autor: Salim2

### Vítězné fotografie českého kola 2013

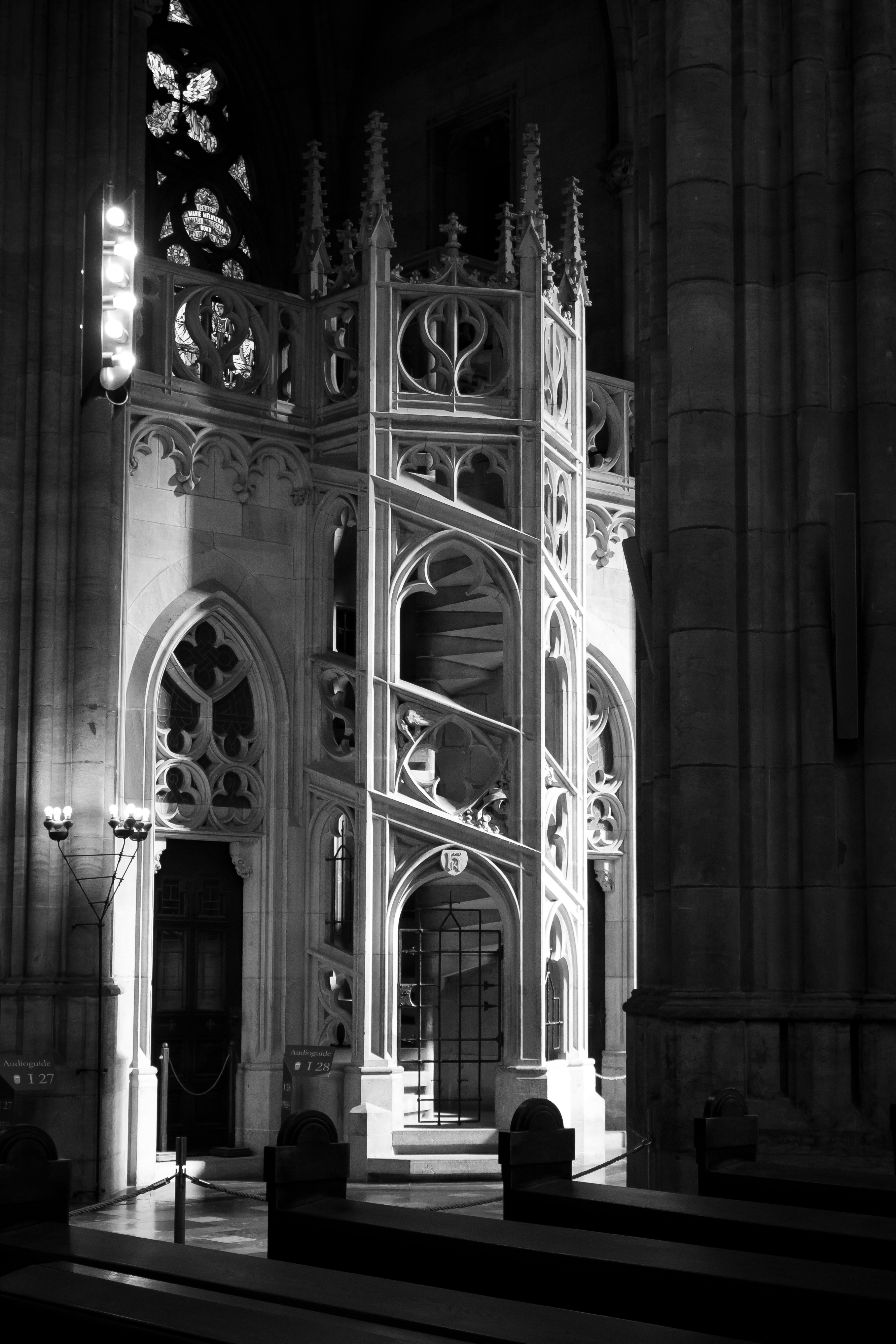
Pseudogotické točité schodiště k pokladní komoře katedrály svatého Víta, Václava a Vojtěcha v Praze. Autor: Xavi López Výrok poroty: Výjimečné světelné a kompoziční řešení fotografie. Černobílá tonalita pomáhá zdůraznit hmotové a výtvarné členění stavby. 2. listopadu byl snímek vyhlášen jako vítězný. 20. listopadu byl diskvalifikován, protože se autora nepodařilo kontaktovat.
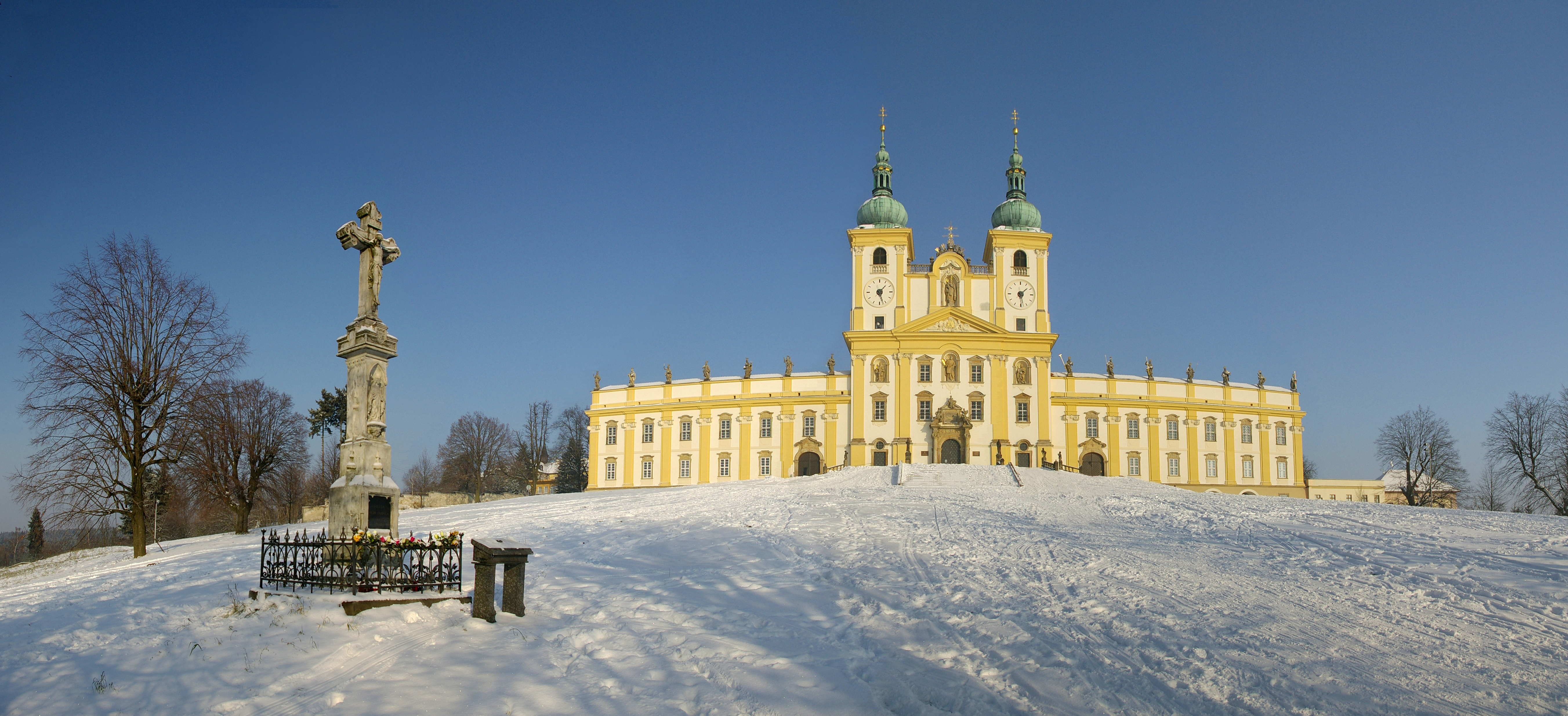
Bazilika Navštívení Panny Marie na Svatém Kopečku u Olomouce. Autor: Tom.Hanek Výrok poroty: Panoramatické pojetí podtrhuje dominantní umístění objektu, a zároveň umožňuje působivou kompozici snímku.
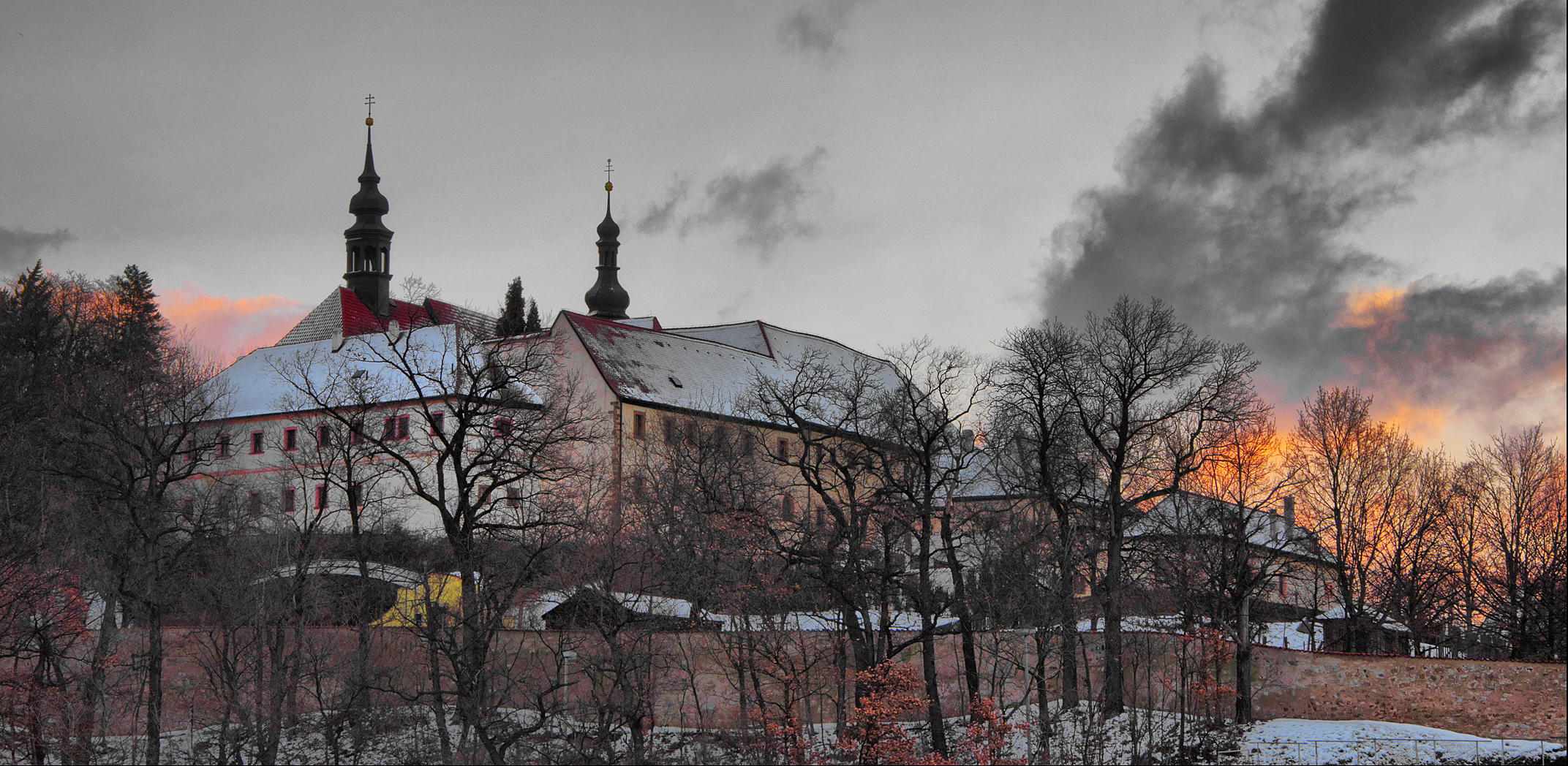
Františkánský klášter s kostelem Čtrnácti svatých Pomocníků, Kadaň. Autor: Pavel Kinšt Výrok poroty: Dramatická světelná atmosféra navozuje neotřelý pohled na klasickou památku.
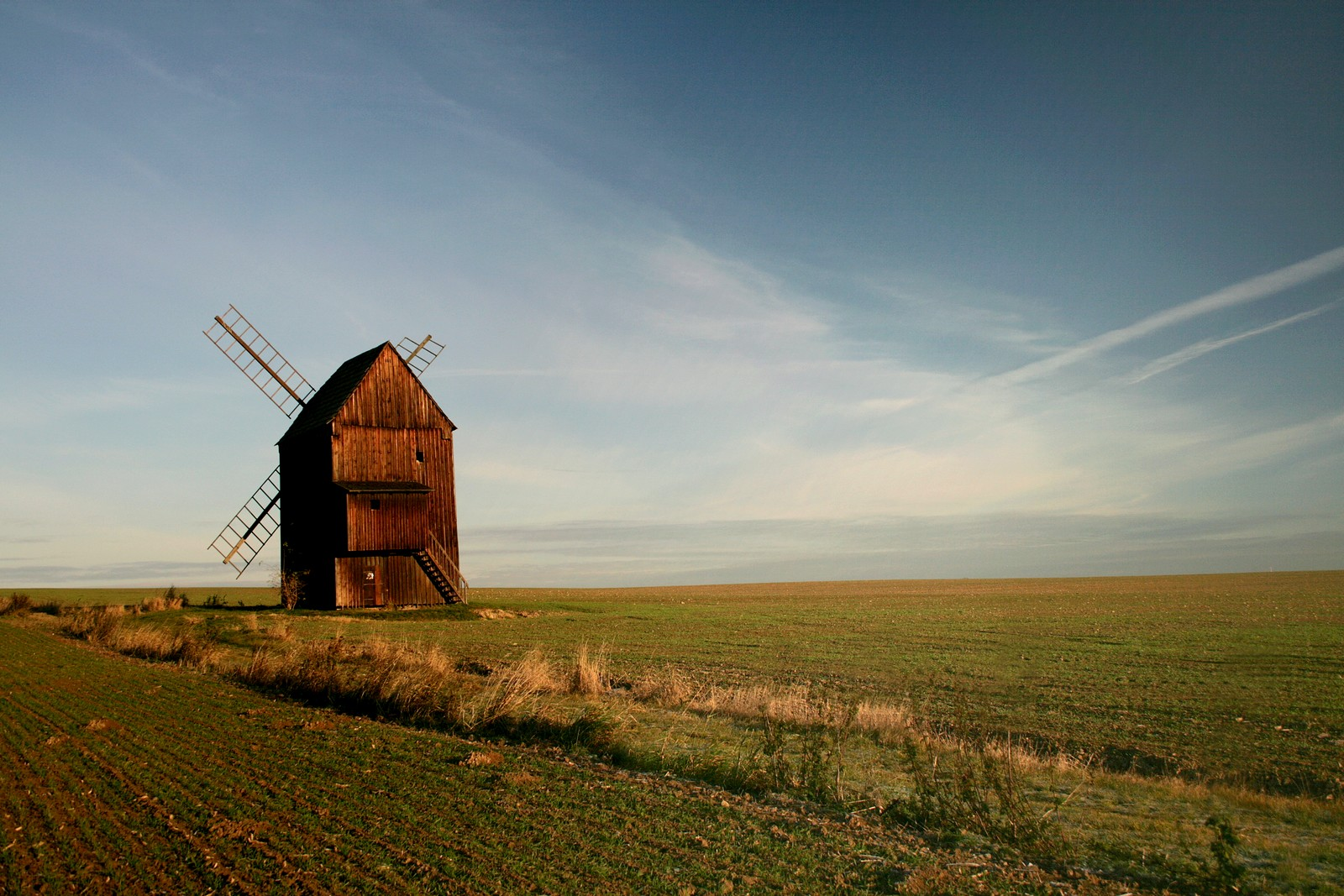
Větrný mlýn ve Staré Vsi u Bílovce, Slezsko. Autor: Kankovaa Výrok poroty: Kompozičně neobvyklé řešení se snoubí se zajímavou perspektivou.
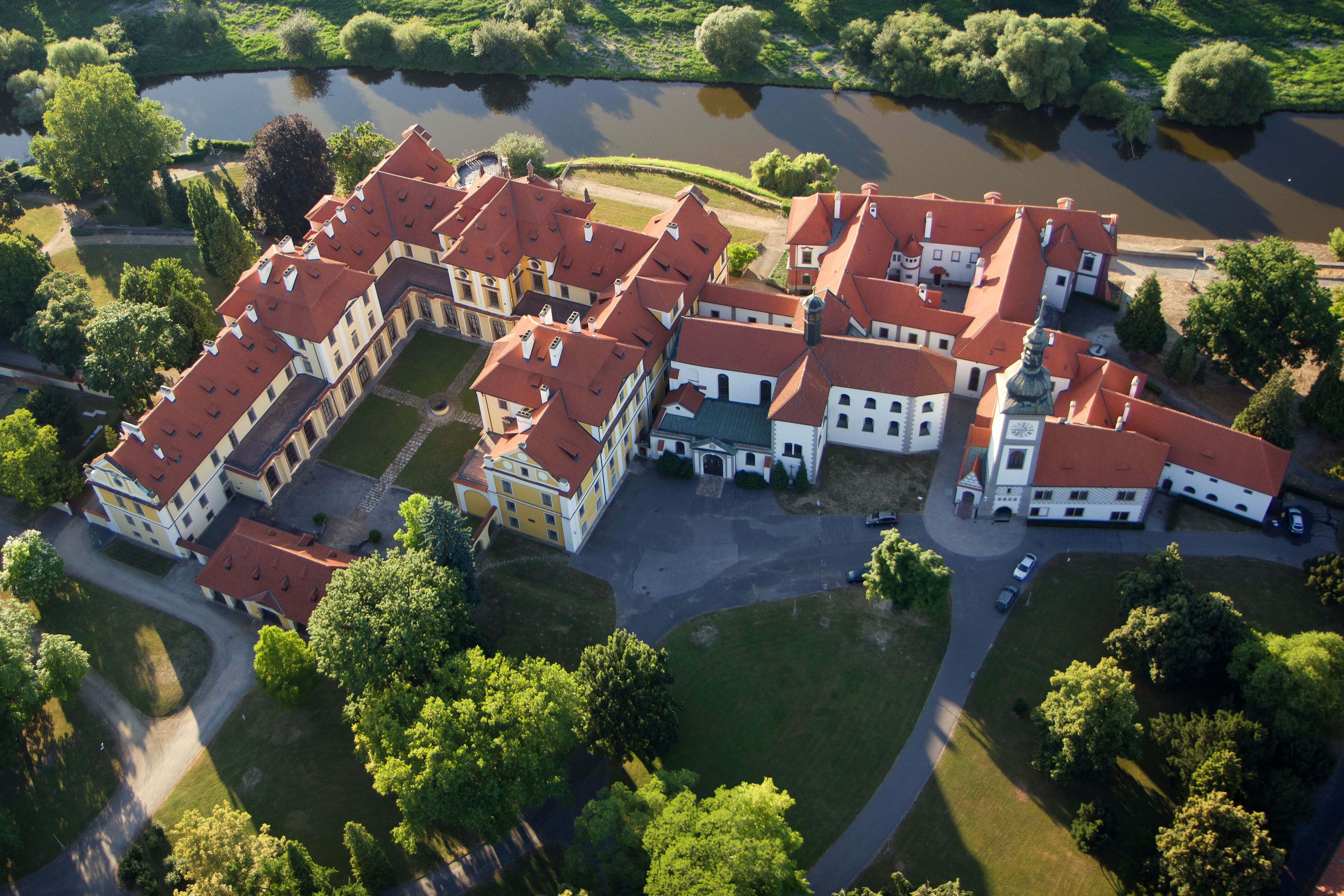
Zbraslavský klášter (zámek), Praha. Autor: Zdeněk Fiedler Výrok poroty českého kola: Letecký snímek podává dokonalou informaci o prostorovém řešení areálu a o jeho sounáležitosti s okolní krajinou. Současně zachycuje působivou světelnou atmosféru okamžiku. Snímek získal 8. cenu v celosvětovém kole.
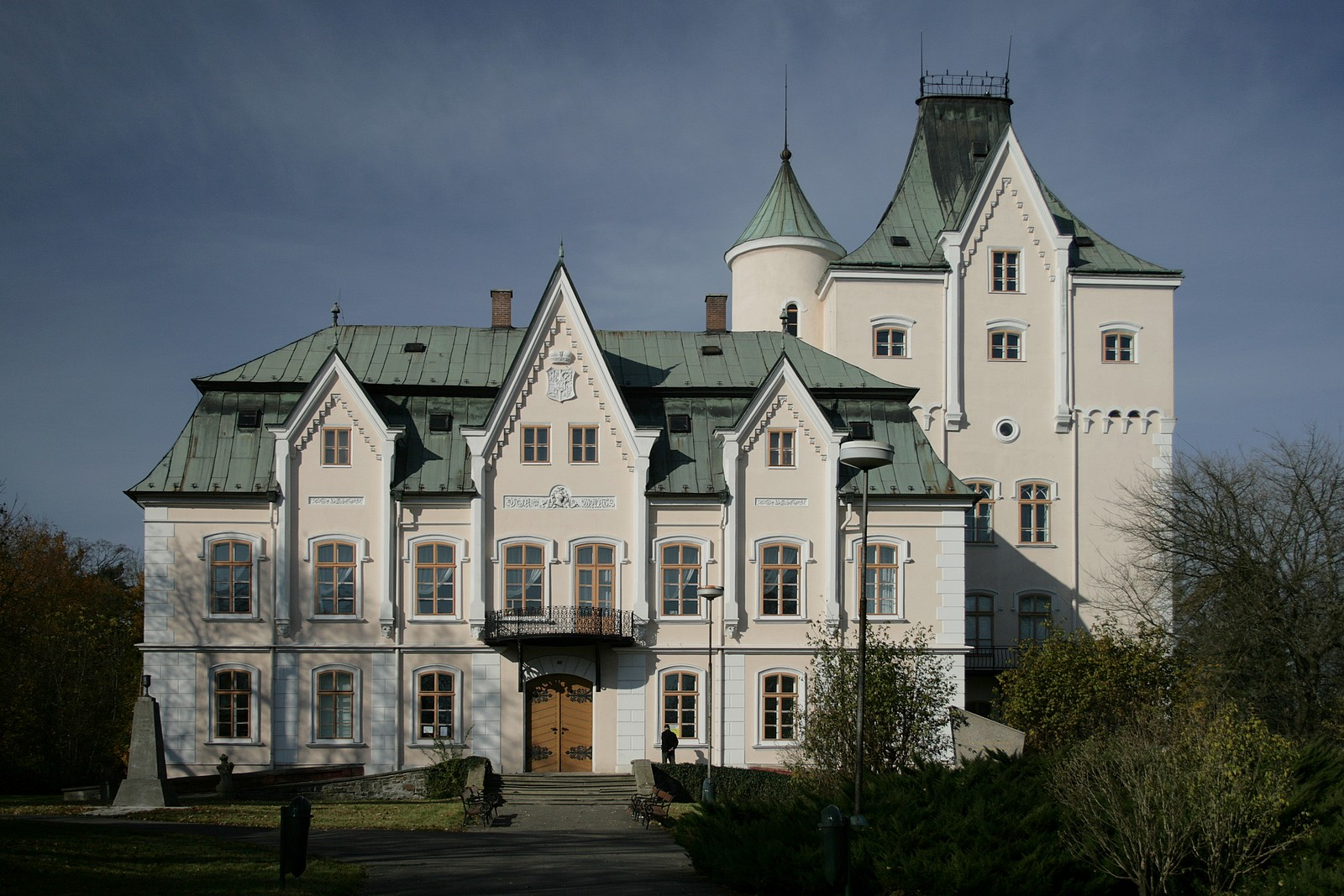
Starý a Nový zámek, Studénka, Slezsko. Autor: Kankovaa

### Vítězné fotografie českého kola 2014

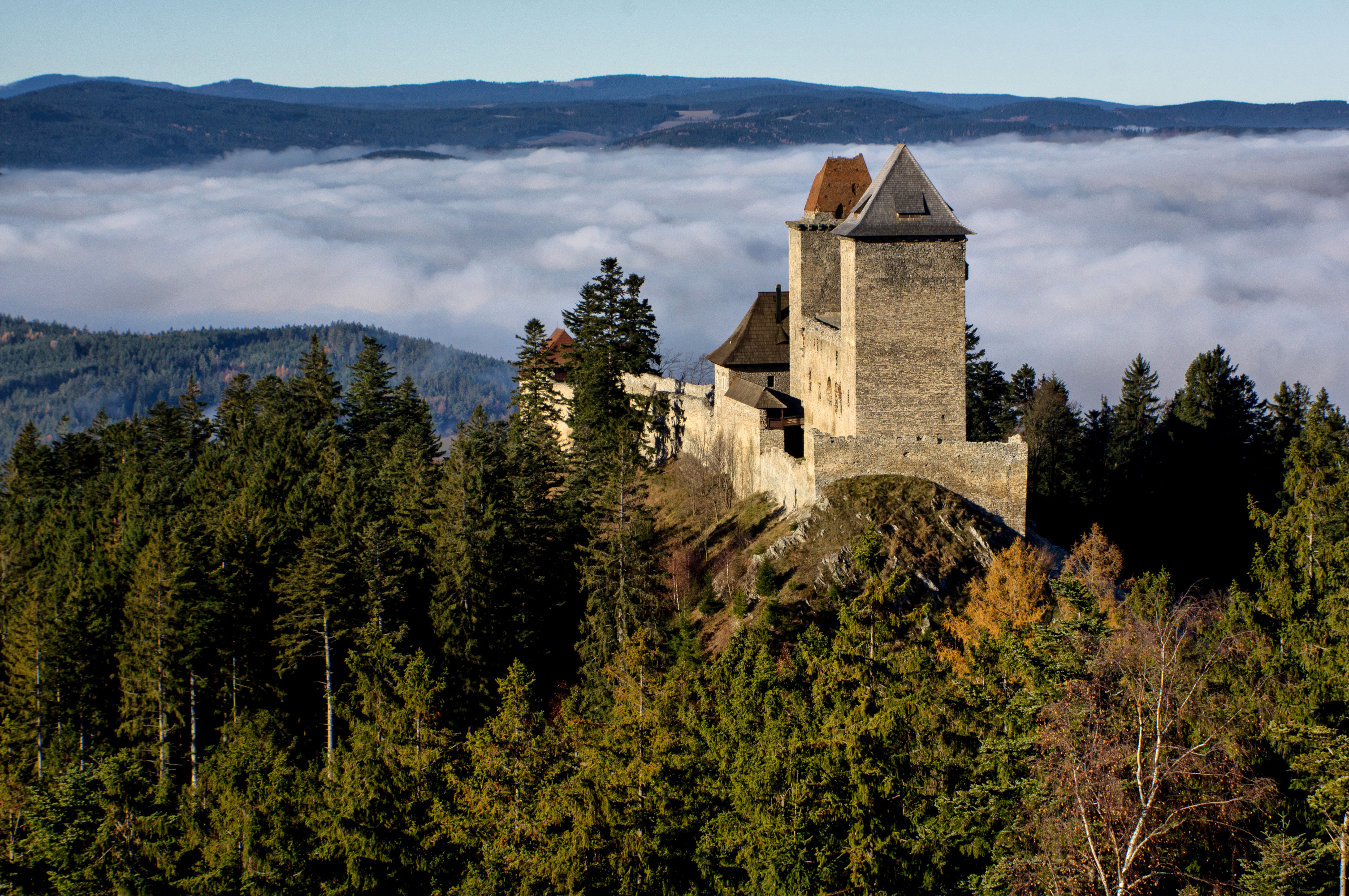
Pohled na podzimní hrad Kašperk na Šumavě. Autor: Jiří Strašek
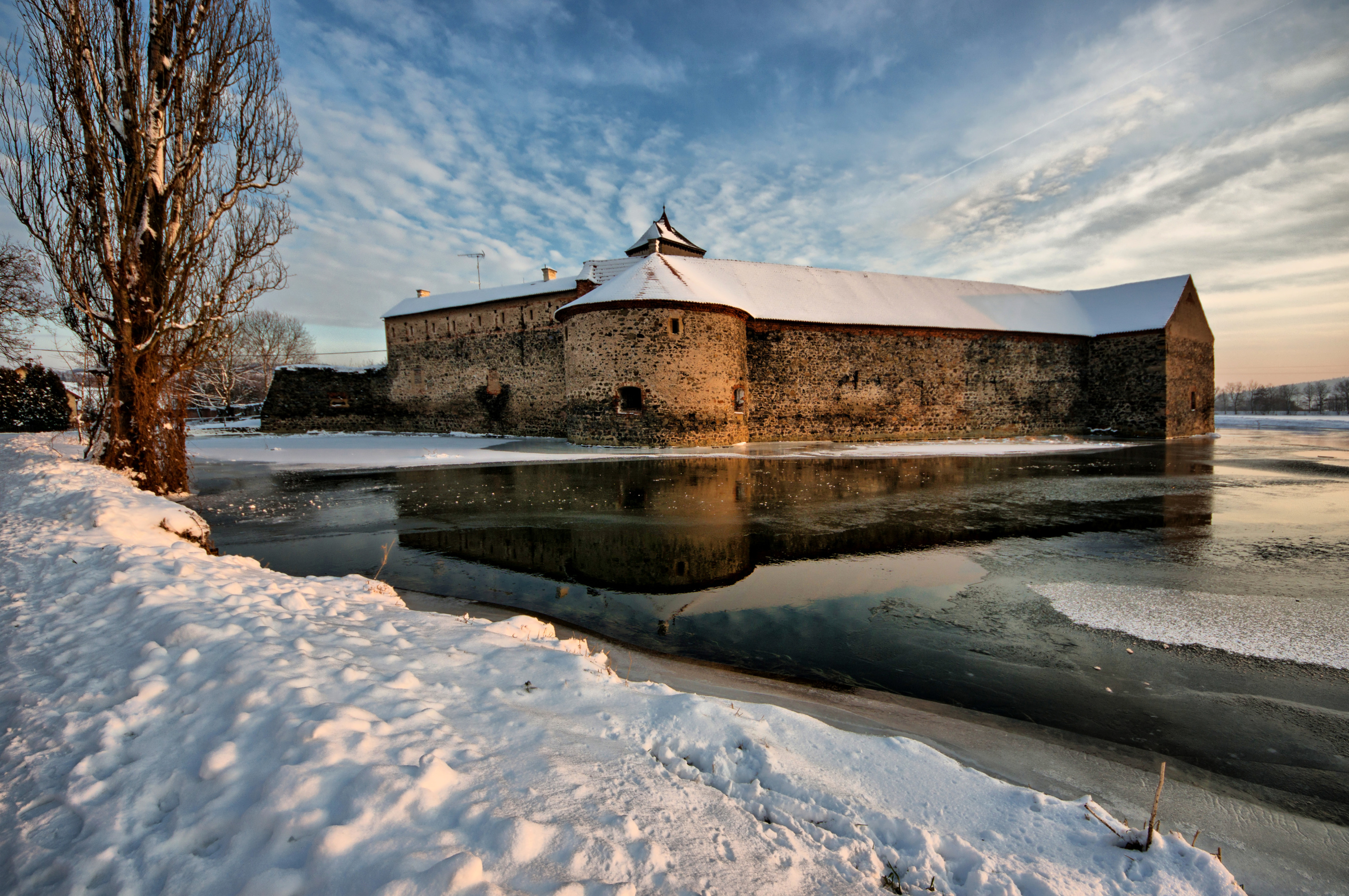
Zima u hradu Švihov. Autor: Jiří Strašek
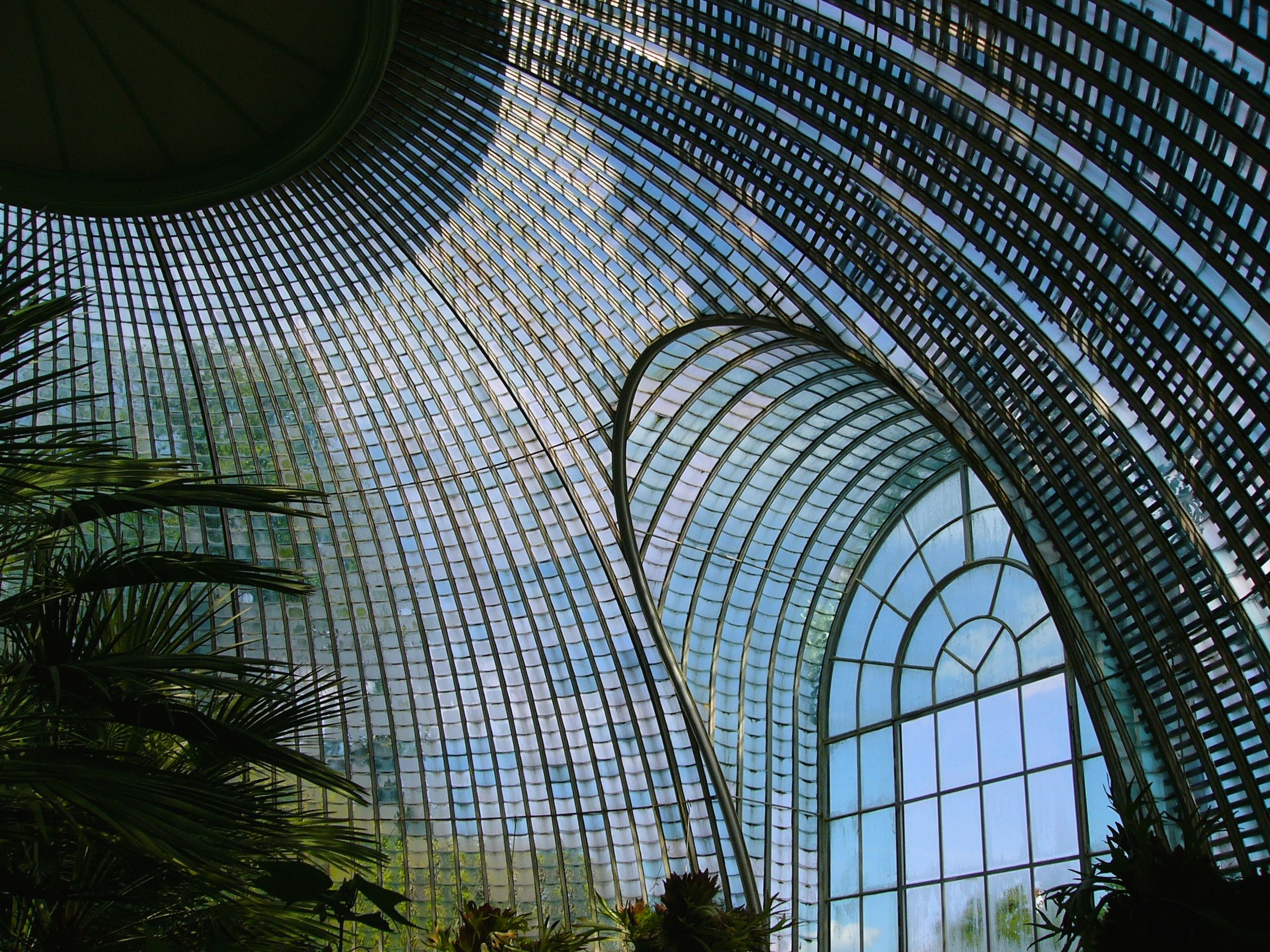
Interiér skleníku u zámku Lednice v Lednicko-valtickém areálu na jižní Moravě. Autor: Lukáš Kalista
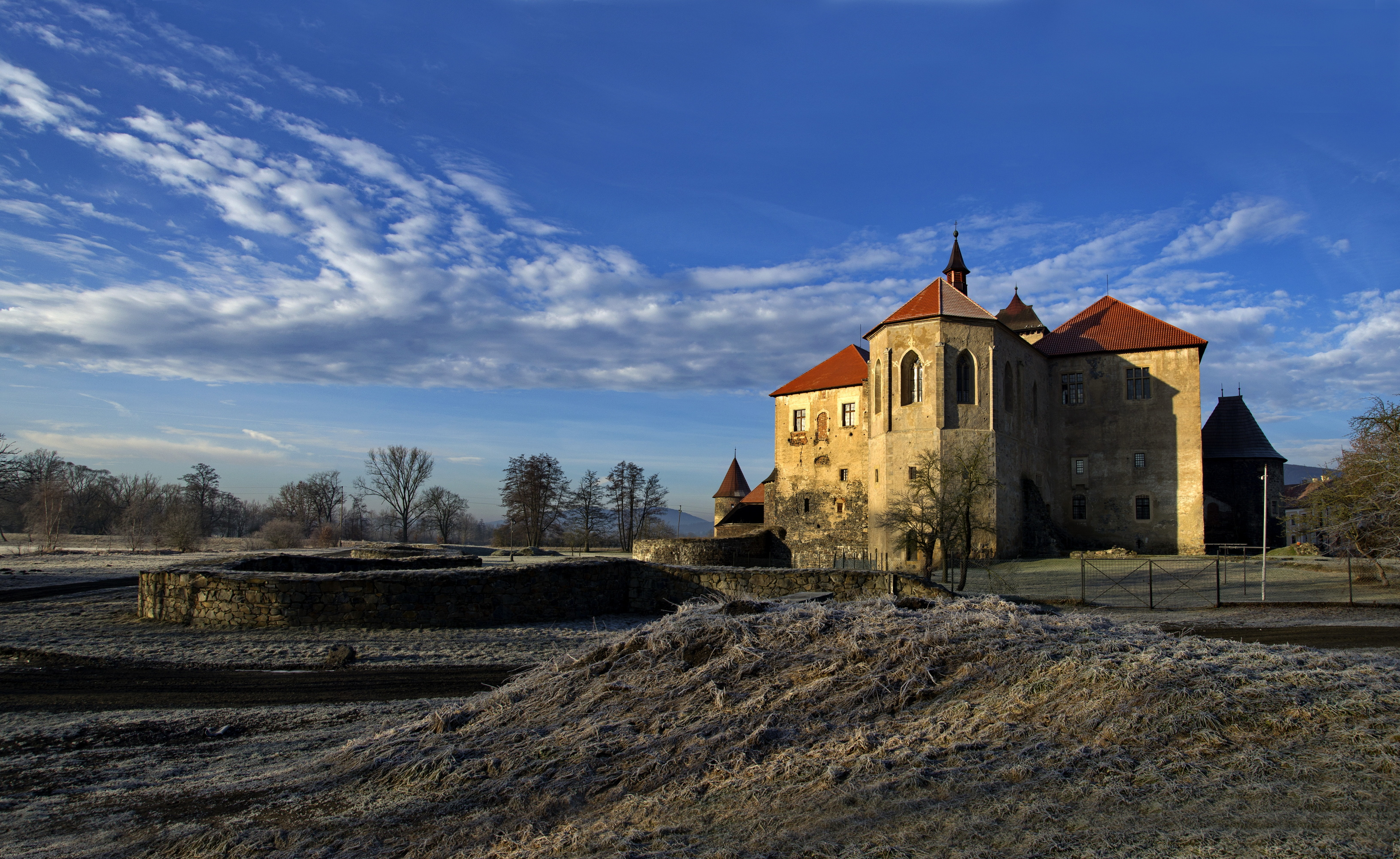
Hrad Švihov na Klatovsku od východu. Autor: Jiří Strašek
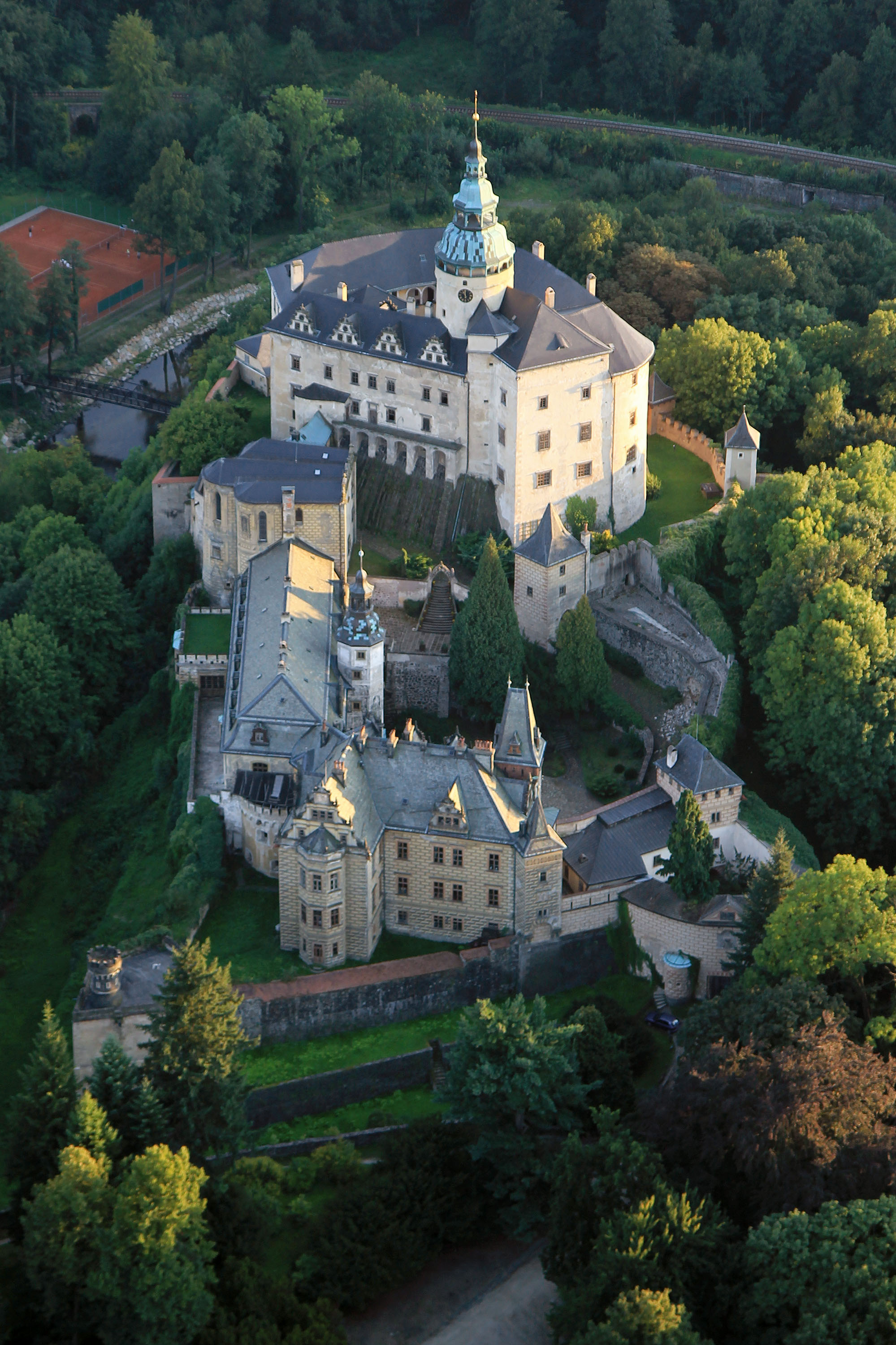
Zámek a hrad Frýdlant v Jizerských horách. Autor: Zdeněk Fiedler